# 馬英九
馬英九（1950年7月13日—），中華民國政治人物及法学家，中國國民黨籍，曾任中華民國總統、中國國民黨主席、臺北市市長、法務部部長等職務。現為東吳大學法學院法律學系講座教授。
馬英九出生於英屬香港九龍油麻地，為馬鶴凌與秦厚修之子。1952年隨雙親定居臺北市。于國立臺灣大學獲得法學學士學位；1981年獲得哈佛大学博士學位。1972年至1974年在軍隊服役，隨後前往美国接受教育，並於1981年返回臺灣，擔任蔣經國總統的英文翻譯，後入中華民國總統府出任第一局副局長。後進入內閣出任行政院研究發展考核委員會主任委員以及國民大會代表；1993年再入閣出任法務部部長，後轉任政務委員。首次參選，在1998年臺北市市長選舉以些微差距擊敗競選連任的陳水扁；2002年以64%新高得票率連任。2005年馬英九當選國民黨主席，2007年因特別費案被起訴而辭去黨主席，同日宣布參選2008年中華民國總統選舉。
2008年，馬英九以七百多萬票、近六成得票率當選中華民國總統，形成第二次政黨輪替，並在2012年中華民國總統選舉中連任。2015年11月7日，馬英九在新加坡與中國大陸領導人、中共中央總書記习近平會面，是兩岸隔海分治66年以來兩岸最高領導人首次會晤。
2023年3月27日，馬英九率團參訪上海，是中華民國政府遷台後，第一位到訪中国大陆的中華民國卸任元首。

## 早年經歷

### 家族背景

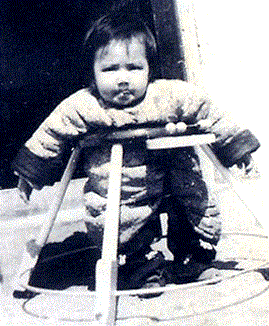
未满一岁时的马英九，摄于英属香港九龙荔枝角

馬英九1950年7月13日出生於英屬香港九龍油麻地廣華醫院。在手足中排行第四，有三名姐姐：馬以南、馬乃西、馬冰如，以及一名妹妹馬莉君。父親馬鶴凌、母親秦厚修皆為中國國民黨籍，且皆曾任中華民國政府黨政職。
馬英九家族追溯至中國大陸湖南省湘潭县。先祖馬成中為江西永新人，元朝末年隨朱元璋征戰，並於軍中逝世，葬於湖南長沙。其子馬光佑繼承父職，1410年（永樂十一年）響應屯田，與堂兄馬葛新於長沙租船，舉家沿湘江逆流，抵達湘潭楊溪埠後從此定居。祖父馬立安曾主持团练，1924年任職總保鏢的弟弟去世，考量族人安全，全家後來移居湘江對岸的衡山县。其父馬鶴凌及其子女身份证籍贯栏也因此登載衡山县。

### 學歷背景

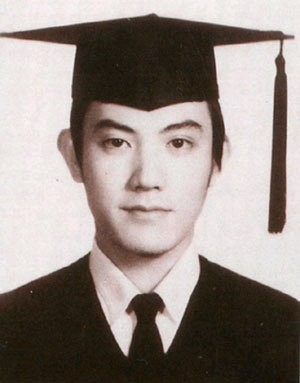
馬英九1972年臺灣大學畢業照

1952年隨雙親移居台灣。先後畢業於靜心幼稚園、臺灣省立臺北女子師範學校附屬小學、臺北市立大安初級中學、臺灣省立臺北建國中學、國立臺灣大學法律學系法學組。
小學三年級即開始閱讀武俠小說，並且看的是國民黨政府頒定的禁書。 就讀初中時受到破案電影影響，曾在自傳中寫說立志要當記者。 14歲的時候差點在金山的海水浴場溺水，自此便開始積極地學習游泳。 念初中時，最愛閱讀《幼獅文藝》。 讀建國中學時曾踢足球並擔任後衛。 在《治國週記》稱其個人從大學時代、當兵期間，都有接觸到電腦。 在《治國週記》稱留美念書期間，尤其是住宿舍時，每個禮拜都吃豬腳。因為在美國超市，豬腳比牛肉便宜。 大學時曾至加州大學柏克萊分校參觀，之後便一直想到柏克萊念書，但沒申請到柏克萊只好念哈佛。
1968年6月，正式加入中國國民黨，旋即出任小組長及區委。同年，參加成功嶺大專集訓班，分發到二團十五連。在開訓典禮中代表一萬多位學兵，向主持典禮的中華民國國防部部長蔣經國宣誓。
大學時期的馬英九曾參加保釣運動。1972年，日本與中華民國斷交，與同學至機場對椎名悅三郎示威，用雞蛋砸中其座車。同年大学毕业後，於10月8日入伍，分發至海軍服預官役，於海軍陸戰隊受三個月基礎訓練，後任職於海軍左營基地海軍後勤司令部少尉後勤軍官，1974年8月6日以海軍補給少尉身分退伍，共一年十個月。
1974年，取得中國國民黨中山獎學金赴美國留學。1977年，獲得纽约大学法学硕士學位，同年與法學碩士同學周美青結婚。1980年11月，長女馬唯中在美國出生。1981年，獲得哈佛大学司法學博士學位。

## 早期政治經歷

### 從政初期
留美時期成立反共愛國聯盟，擔任美東區理事。並擔任《波士頓通訊》主編五年，曾以「葉武台」、「王紹陵」、「李南僑」等筆名撰寫專論、社論、雜文十餘萬字，批判中共、台獨及海外左派，並蒐集台獨人士資料，屢次獲國民黨海外工作會獎勵，其撰寫的文章常為《中央日報》、《聯合報》、《新聞天地》、傾國民黨的國內政論刊物及留學生刊物轉載，而被馬英九檢舉的台獨人士則遭蔣經國政府拒絕入台。
1978年夏，以波士頓通訊主編身分回國參加「留學生海外問題研討會」，並膺選為領隊。1981年，在錢復的推薦下，返回台灣擔任時任總統蔣經國的英文翻譯。1982年，馬英九以非公務人員身份擔任總統府第一局副局長，同年進入革命實踐研究院「革命實踐講習班第24期」受訓。1984年，出任國民黨中央黨部第三副秘書長，負責政黨外交工作。1986年通過甲等特考。1988年，出任行政院研考會主委，兼行政院大陸工作會報（陸委會前身）執行秘書。1989年取得律師資格。1990年，任國家統一委員會研究委員。1991年升任陸委會副主委兼發言人，並當選國民黨全國不分區國民大會代表。

### 二月政爭
1990年，因國民黨發生後蔣經國時代最大政爭（二月政爭），分裂成主流派與非主流派，動盪的政局，引發野百合學運，時任總統李登輝應民意的要求召開國是會議，會中提出總統選舉的不同版本。馬英九屬於支持李登輝的國民黨主流派，是當年國民黨修憲小組的主導人，傾向主張維持總統由國大代表選出（委任選舉）。1992年3月，民進黨及無黨籍國代合組「總統直選聯盟」發動419大遊行，上萬群眾走上街頭。1993年1月，李登輝赴國大臨時會發表國情報告，民進黨提出傾聽「台灣人民的聲音」的國是建言。最後李登輝支持總統直接民選，1994年7月28日，通過修憲改為總統直接民選。

### 中央要職
1993年2月27日連戰出任行政院院長，馬英九受邀出任法務部部長，直到1996年6月9日為止，而後轉任行政院政務委員。
1993年，社會上時常發生原住民少女遭誘拐賣淫的童妓問題，引起社會震怒，馬英九在出席反童妓路跑時，宣示有很大的決心消除童妓。1995年時通過「兒童及少年性交易防制條例」，此後相關的犯罪率降到原本的1/10以下，終結台灣童妓問題。 1994年將「中央肅清煙毒協調督導會報」改組為「中央反毒會報」，壓制毒品供應與需求。 1996年誓言大力查賄。半年內將全台883位縣市議員起訴341位，裡面的國民黨議員跑去告狀，說馬英九「動搖黨本」。在黨內壓力下，6月10日被調任為行政院政務委員。馬英九查賄肅貪，最後因此被撤換，李登輝私下斥馬用批評黨來建立個人聲望，「國民黨差點被他搞垮」。

### 轉任教職
辭職後向國立政治大學法學院申請教職，政大法學院為此召開臨時院務會議通過受理申請，並將申請截止日期延長到5月底。當時政大法學院陳惠馨和許玉秀兩位教授為此撰寫「特權很難反省」一文，批評前院長蘇永欽等人為馬破例的特權問題，文中強調「往後至少政大法律系所公告的期限再也很難取信於人」。同年8月馬英九任政大法律系副教授，然而隔年6月便因參選台北市長辭去教職。

### 2000年總統大選
2000年總統選舉國民黨分裂，李登輝和馬英九大力支持連戰，而民望較高的宋楚瑜則獨立參選。馬英九在選前1、2日接連違法公布之假民調被認為是宋楚瑜以些微之差落敗的原因之一。
最後選舉結果，國民黨連蕭配以得票率僅23.1%不到三百萬票敗選，原本是李派的馬英九率先喊出「要李下台」，並對群眾高喊：「各位要求李主席下台，我會支持各位的主張，我會去促成！好不好！」，向李登輝逼宮。接著馬英九動作頻頻，上節目逼李辭去黨主席，更欲直接前往李登輝家，當面和李對質。

## 臺北市市長
馬英九辭政務委員後，雖屢次公開表示不會參選臺北市市長，但1998年復出參加國民黨內初選並勝出，成為候選人，12月25日以51.13%的得票率擊敗陳水扁及王建煊當選臺北市市長。2002年，以64.11%得票率連任，是迄今得票率最高的市長。

### 任內施政
參見市議會第9屆第8次大會施政報告 （页面存档备份，存于）

#### 治安
整頓消防安全，火災死亡人數降低、交通事故發生數減少，但機車肇事及死亡人數增加、打擊酒後駕車、暴力犯罪件數降低，破獲率提升、防範土石流傷亡，大規模搬遷危險山坡地住戶。

#### 硬體建設
廣設平價健身中心、規劃興建台北小巨蛋、成立體育處、串聯台北縣市河濱腳踏車道工程、開闢河濱公園、整合親山步道、開闢淡水河藍色公路。

#### 衛生
市府因推動「垃圾費隨袋徵收」政策獲得「2001亞洲廢棄物管理傑出獎」。兩任8年內投入300多億，將污水下水道接管率從40%，增加至80%左右（根據營建署全國統一算法「用戶接管普及率」為41%至83%）。

#### 交通建設
推動智慧公車系統、全球首創小綠人交通號誌、2001年華翠大橋通車、2002年環東大道全線通車、2005年信義快速道路通車、2006年復興北路車行地下道通車。2002年12月20日，拆除百年歷史的中山橋並被分解成435塊，中山新橋於2006年12月24日通車。中山橋遲遲沒有找到地點重建，被閒置在河濱公園。次任市長郝龍斌，為了花博，在橋身上打鋼釘、涂黏膠，覆蓋上一層塑膠花草。

#### 其他
配合臺北101跨年煙火，2003年特別固定取名為「臺北最High新年城」。2005年合併市立醫院為市立聯合醫院。2006年建置Wifly，但效果不彰，郝龍斌於2011年再建置TPE-Free。
黃大洲任內基隆河截彎取直，規劃為輕工業園區，陳水扁開放廠商進駐，馬英九更名內湖科技園區藉由優惠措施引科技業者進駐，完成南港軟體產業園區土地徵收。

### 重大天災
1999年發生921大地震，震央位於南投縣境內，2001年發生納莉風災。
1998年，馬英九參選市長時表示：「選他當市長，台北市絕對不再淹水」。2000年10月31日，象神颱風，南港內湖等地的抽水站停擺，導致汐止內湖大淹水，馬英九又表示「未來不保證不再淹水」。 2001年9月，納莉颱風來襲前，馬英九表示「台北市已做好萬全防颱準備」，赴屏東為國民黨縣市長候選人輔選，結果因為玉成抽水站設置於機房外的冷卻系統被水淹沒而自動停機，造成台北市史無前例的大淹水，奪走三十多條人命、捷運因為淹水而停擺，財產損失保守估計上百億元，事後馬英九認為這是「天災」，並表示「雨量太大沒有辦法」。 2013年9月，康芮颱風造成台北捷運淹水，9月4日馬英九在國民黨中常會上強調「滯洪池」的重要，舉納莉颱風台北市捷運站淹水為例說，因為捷運站淹水，造成地面上淹水高度相對減少，「捷運站等於不知不覺扮演了滯洪池的角色」，引發批評。

## 中國國民黨主席

### 任期、歷程
2005年2月，宣布參選黨主席，同年7月，以72.36%得票率擊敗王金平。2007年2月13日，因特別費案遭到起訴，馬英九依承諾辭去黨主席，副主席吳伯雄代理並當選黨主席。2008年馬英九就任總統後，2009年參選第6任黨主席選舉，7月26日當選，10月17日就任。2013年7月，連任黨主席。2014年九合一選舉，國民黨敗選後，馬英九於12月3日宣布辭去黨主席。

### 黨內改革
2000年主張黨員直選黨主席，2005年接任黨主席，進一步開放黨員直選中常委。並推動政黨人事精簡案。建立國民黨青年團，規定在學學生可競選青年團總團長，從在學青年中遴選出的青年團總團長、從社會青年遴選出的青工會總會長為青年指定中常委，可出席國民黨中常會。2010年通過第18屆第2任中常委選舉端正選風實施要點。2011年開始舉辦黨務幹部公開招考，為國民黨注入新血。2014年，推動黨務改革，在國發院下設青年發展委員會，並將青年團及組發會青年部調整至國發院架構下、文傳會增設國際事務部、擴大新媒體部的功能與編製，爭取青年選民認同。

## 中華民國總統

### 第一任期

#### 競選

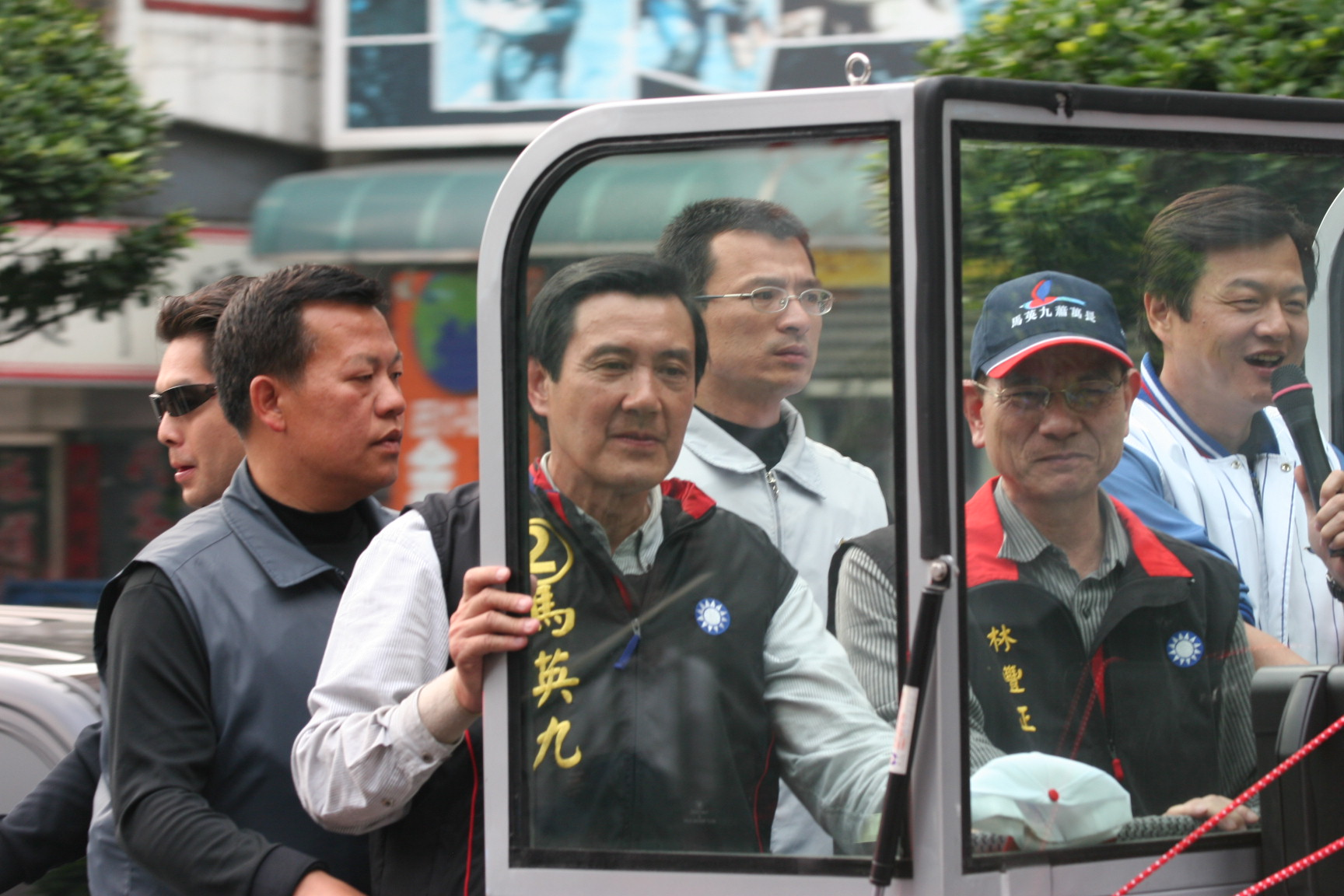
競選2008年總統選舉的馬英九

2008年1月27日馬英九完成登記，以中國國民黨候選人身分參選總統。3月22日開票結果，以765萬9,014票，58.45%的得票率擊敗民主進步黨籍的謝長廷當選第12任總統，同年5月20日就職。

#### 行政院院長

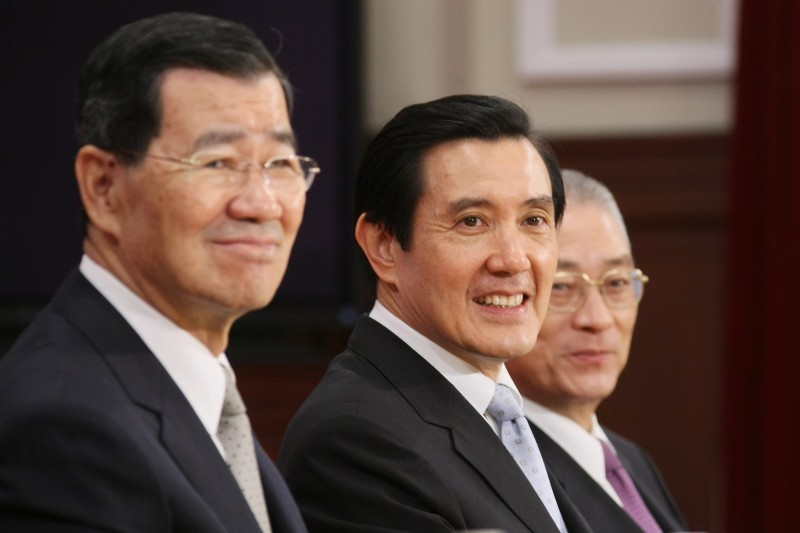
馬英九與時任副總統蕭萬長（左）及行政院院長吳敦義（右）

首任院長為劉兆玄，2009年9月7日，劉兆玄宣布負起八八水災的政治責任，內閣總辭。這是因天災而總辭的首例，學者認為，總辭才能挽回馬政府的支持度。接任院長的吳敦義是馬英九任內任期最長的行政院院長，當選副總統後提前交接。

#### 任內施政

##### 外交

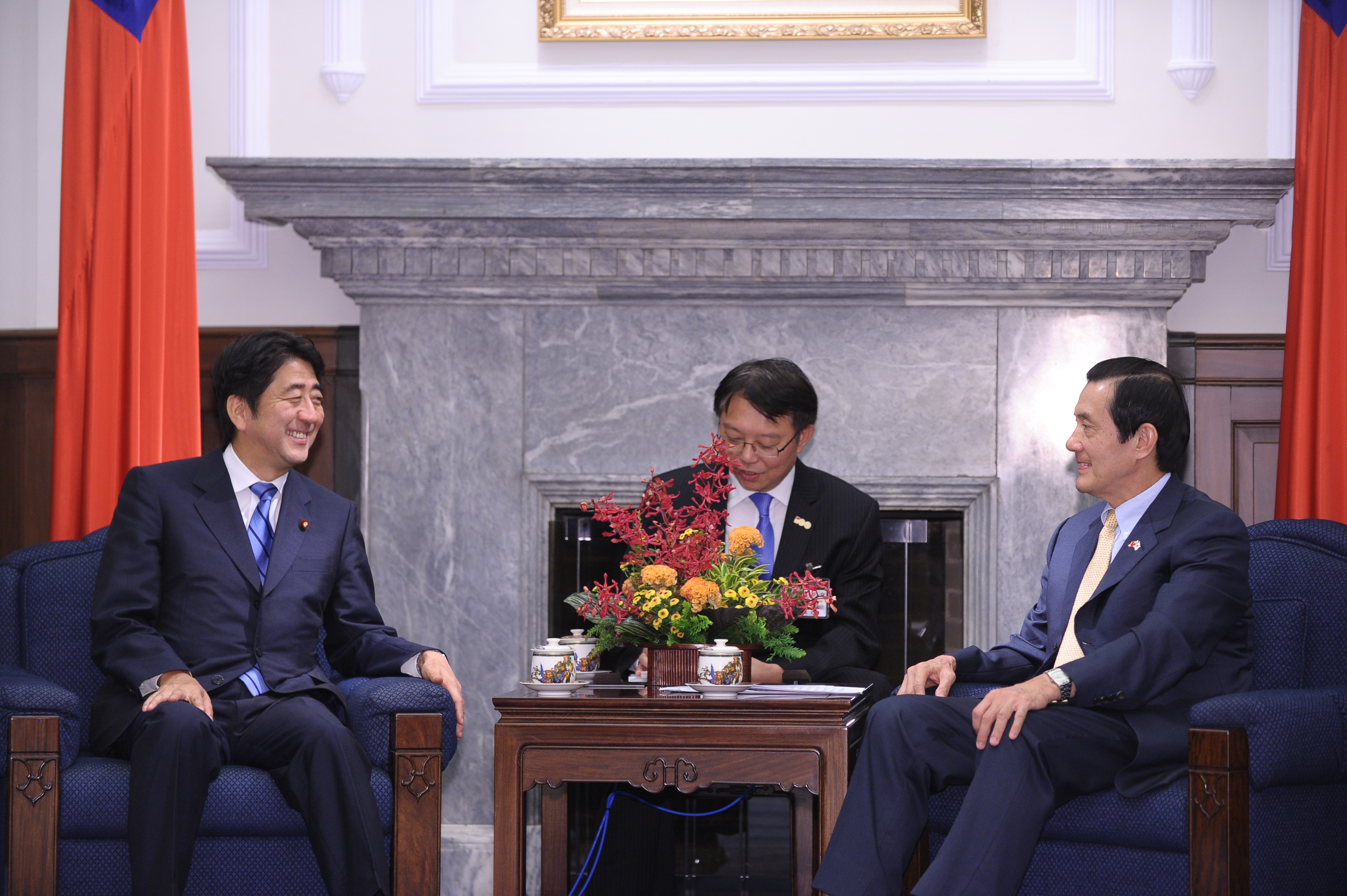
2011年會見日本眾議院議員、前內閣總理大臣安倍晋三

2009年5月20日，台灣獲邀使用「中華台北」名稱列入世界卫生大会觀察員，葉金川為中華民國退出聯合國的38年來首度代表台灣官員在聯合國相關組織發表公開演說。6月1日，在萨尔瓦多卸任總統埃利亞斯·安東尼奧·薩卡的國宴上，馬英九與時任美国国务卿希拉里·克林顿會面，是台美31年來最高層級的對話。

##### 兩岸

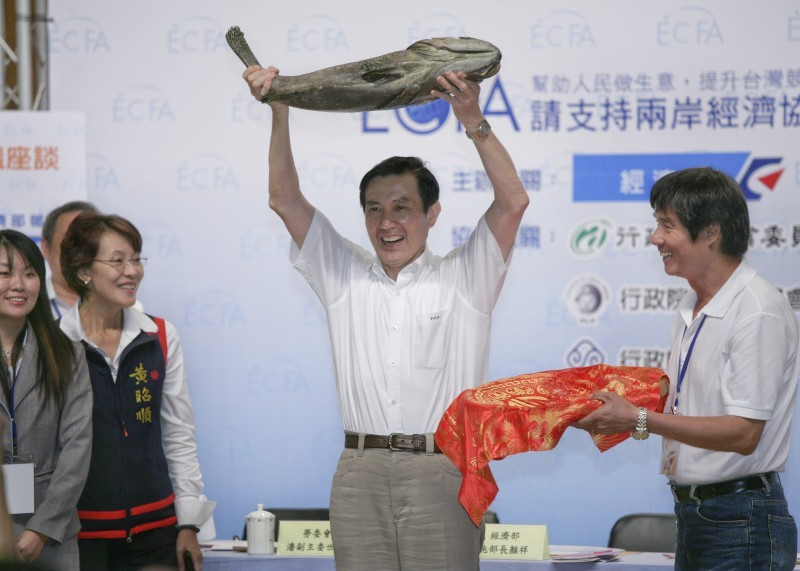
2010年馬英九出席在高雄市舉行的ECFA研討會

推動兩岸直航，民眾往來兩岸不必再赴香港中轉。擴大兩岸金融往來及加強監理合作，放寬「小三通」政策。加強兩岸農產品檢疫檢驗、漁船船員勞務、標準計量檢驗認證之制度化合作。擴大兩岸郵政合作，2008年12月15日開放直接通郵、2009年2月26日開放兩岸雙向郵政匯兌業務、2012年9月17日開辦兩岸「郵政速遞（快捷）」、2013年3月20日開辦其海運郵件業務、12月16日開辦兩岸「郵政e小包」業務。
2008年10月24日起，中國大陸學生來台研究修習的時間由4個月延長為1年，並采總量管制每1學年以1千人為限，2013年起放寬為以2千人為原則。2008年11月3日起，中國大陸人士可以赴金門、馬祖、澎湖就讀中華民國大學校院開辦的推廣教育學分班，同時亦放寬國內大學赴中國大陸辦理推廣教育的學員資格和師資等限制，以順應企業經營全球化的趨勢及高等教育國際化發展。開放中國大陸學生來台就讀及中國大陸學歷采認，立法院於2010年8月19日三讀通過之「陸生三法」（即「兩岸條例、大學法、專科學校法」），總統於9月1日公布，行政院並於9月3日核定施行。教育部於2011年1月6日據以訂頒「大陸地區人民來台就讀專科以上學校辦法」、完成修訂「大陸地區學歷采認辦法」，明訂開放陸生來台就學及放寬中國大陸學歷采認對象等相關措施之法制規範。
2008年放寬縣市長赴中國大陸地區交流。2009年8月21日及9月8日發布「大陸地區電影從業人員來台參與國產電影片或本國電影片製作審核處理原則」及「大陸地區主創人員及技術人員來台參與合拍電視戲劇節目審核處理原則」，放寬中國大陸地區大眾傳播人士來台參與拍攝電視劇及電影片。2010年強化公務員赴陸安全管理。
簽署「海峽兩岸食品安全協議」、「海峽兩岸共同打擊犯罪及司法互助協議」、修正兩岸條例及相關子法以保障中國大陸配偶權益、簽署「海峽兩岸智慧財產權保護合作協議」、「海峽兩岸醫藥衛生合作協議」等協議。
中華民國駐港澳機構更名及功能地位提升，並促成港澳政府來台設立辦事機構。台港簽署「台灣與香港間航空運輸協議」、「銀行業監理合作了解備忘錄」，台澳簽署「台灣與澳門間航空運輸協議」。教育部擴大采認澳門地區大學學歷，以利國際接軌。
促進兩岸觀光，致力開放中國大陸觀光客來台，並大幅增加參與國際旅展及發行各語言版本之觀光手冊與文宣。觀光客總數由2008年的384萬，增加至2012年731萬。
進行兩岸兩會高層會談，2008年11月4日，江陳會首度在台灣舉行。2008年至2011年，海峽交流基金會與海峡两岸关系协会共進行七次江陳會。2010年6月29日，海基會與海協會於重慶簽訂《海峽兩岸經濟合作架構協議》，馬英九還與時任民進黨主席蔡英文進行電視辯論。同年，專案核定台灣活魚運搬船可直航中國大陸11個港口，石斑活魚外銷（含中國大陸）的金額，在2007年時為兩千多萬元，到2014年10月，已達53億元，成長193倍。

##### 民生
1998年世界贸易组织談判，將米酒列為蒸餾酒類課稅，造成米酒價格飆漲。2009年財政部提出修法將蒸餾酒改成按酒精濃度課徵。2010年8月，立法院通過《菸酒稅法》修法，將料理酒之定義增列「料理米酒」使米酒可按「料理酒」課稅，大幅降低米酒價格。此修法引起美國及歐盟關切，質疑此修法獨厚台制米酒。
受全球金融海嘯影響，2009年度經濟（負）成長率為-1.81%。但2010年的經濟成長率轉為10.76%，2011年的經濟成長率為4.2%，2012年的經濟成長率為1.5%。

##### 內政

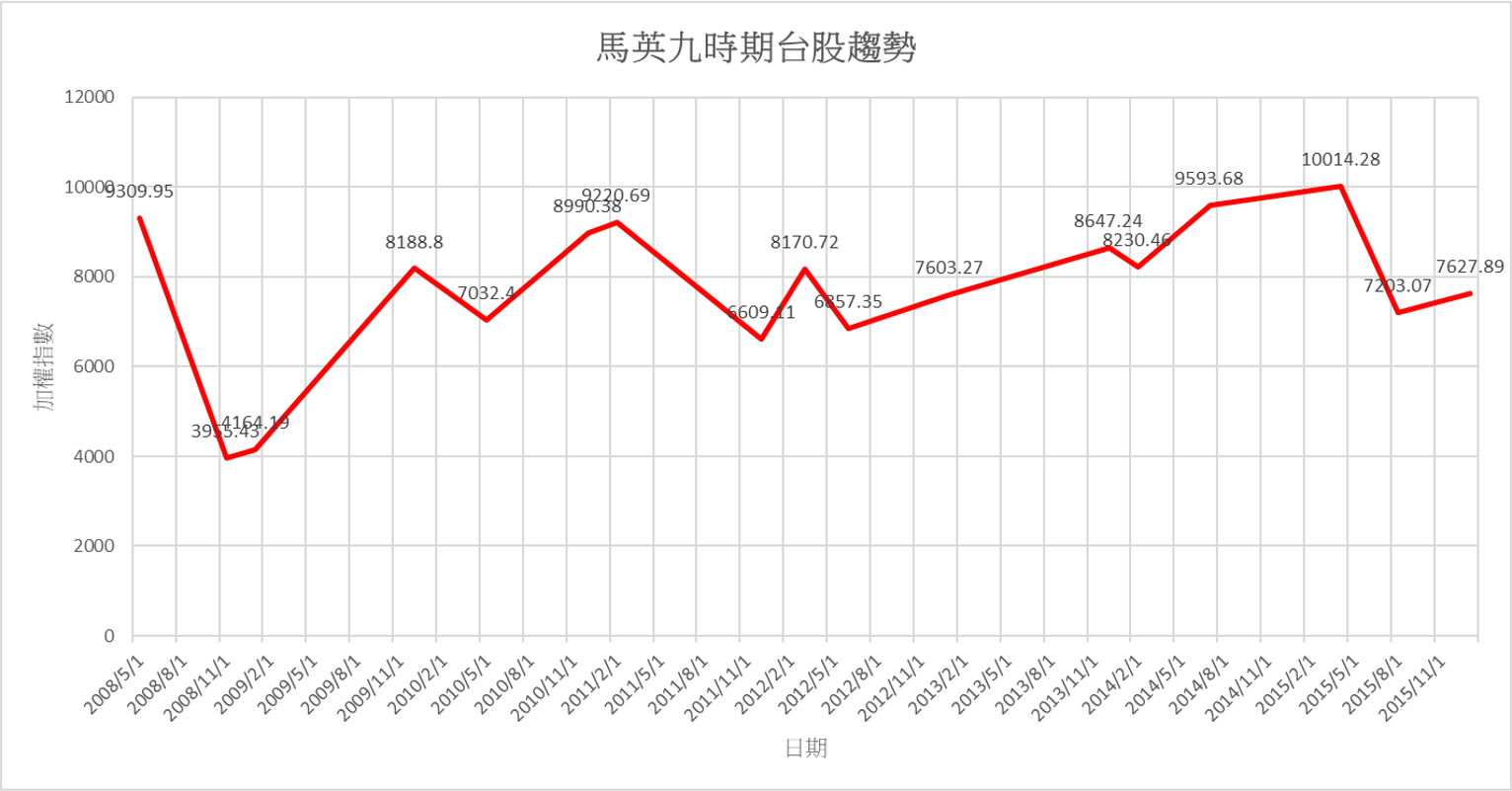
馬英九時期台股指數

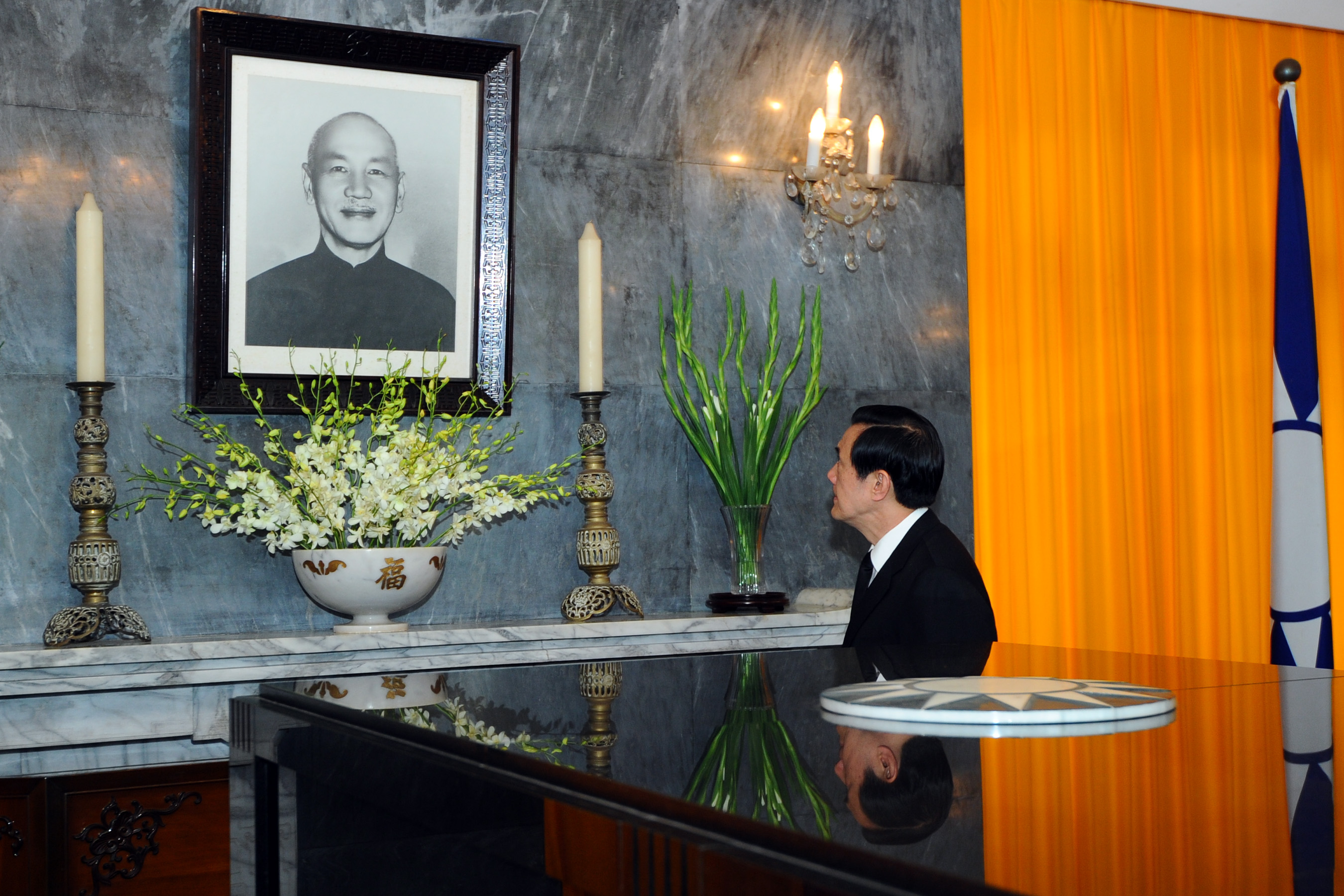
馬英九至慈湖陵寢向前總統蔣中正致意

完成行政院功能業務與組織調整五大法案，將37個部會精簡成29個機關，及推動愛台十二建設。
2009年10月FATF將中華民國在「反洗錢尚有缺失考量名單」中除名。同年頒布人權兩公約《公民與政治權利國際公約》及《經濟社會文化權利國際公約》施行法。監委李復甸指出，法務部已將兩公約國內法化，近年法務部年年大批執行死刑，已明顯違反「兩公約」條文，而臺灣廢除死刑推動聯盟、民間司法改革基金會等人權團體也批評馬政府違反兩公約簽署內容。
為促進國土合理規劃及區域均衡發展，2009年7月2日通過台北縣、台中縣（市）、台南縣（市）及高雄市縣單獨或合併改制直轄市，並於2010年12月25日如期完成新北市、台中市、台南市及高雄市改制成立作業。對此政策，亦有批評指出台灣地區生活圈過度向「六都」集中發展，致一般縣市被邊緣化之危機，六都體制讓城鄉發展不均更加嚴重化。
行政院從2010年開始執行「加強取締偽劣假藥及非法廣播電台」，清除非法電台及違規廣告、淨化視聽環境，非法廣播電台在2010年時有190家，目前已無非法廣播電台播音情事。
2011年，完成二代健保修法，維繫健保制度運作。研究指出，二代健保上路後，「健保費水平公平」反而比一代健保惡化15%。衛福部2014年10月3日公布《二代健保體檢報告》，提出「補充保費年度結算」方案，引來醫改會批評，認為衛福部不思根本解決健保課費不公的沉痾。
修正「遺產與贈與稅法」，從2009年開始，將遺贈稅率由最高50%降為10%單一稅率，吸引資金回流投資。對民眾減稅，修正「所得稅法」將綜所稅稅率「21%、13%、6%」3個級距稅率分別調降為「20%、12%、5%」，並自2010年施行，使380萬戶之綜所稅納稅義務人普遍受益。同年，配合「產業創新條例」之制定，修正「所得稅法」將營利事業所得稅稅率由25%調降為17%。2011年開徵特銷稅，打擊房地產投機交易，自6月1日起施行，依財政部資料，對抑制房價和交易量確有成效，截至2013年1月31日止，徵起稅收新台幣67億2,282萬餘元，全數用於社會福利支出。不過，朝野皆有立委認為特銷稅無助抑制房價，卻打擊房市交易。國民黨立委蔡正元表示，特銷稅副作用反而大於幫助。民進黨立委許添財說，特銷稅無助改變房市投機行為，反而有助長房市隱藏性交易的風險。 自2012年1月1日，取消現役軍人薪餉及國民中、小學、私立初級中、小學、托兒所及幼稚園教職員薪資所得免納所得稅規定。

##### 社福
修正「社會救助法」。2008年8月推動「馬上關懷專案」。10月1日開辦國民年金保險，讓370萬未參加社會保險者也受到社會保險保障。2009年1月1日實施勞保年金制度，讓991萬勞工享有老年、失能及遺屬年金保障，中華民國正式邁入全民社會保險國家。同年推動「青年安心成家方案」。3月起辦理勞工訴訟扶助專案。自5月1日起發放育嬰留職停薪津貼。11月開辦微型保險，增進對經濟弱勢者之基本保險保障。2010年起，私立高中學生學費比照公立學校收費，高職學生則免收學費，2013年受益人次達88萬人次。2011年全面實施5歲幼兒免學費入學，並開始發放「父母未就業家庭育兒津貼」，減輕民眾育兒負擔。及推動「新住民火炬計畫」，幫助外籍配偶及其子女。

##### 青年
2008年開始推動青年政策大聯盟，作為青年公共參與的管道。

##### 廉政
2008年成立中央廉政委員會，成員由部會首長及學者、社會公正人士組成。2009年4月22日增訂「貪污罪被告不說明財產來源罪」，然立法當時有些折衝，新法實施以來未能顯現成效，民意對此迭有批評。2011年增訂「不違背職務行為行賄罪」，同年成立廉政署。此外，「公務員廉政倫理規範」自2008年8月起實施至2014年10月止，經統計「受贈財物」計23萬6,278件、「飲宴應酬」計7萬4,756件、「請託關說」計11萬3,330件。

##### 農業
2009年開始堆動精緻農業健康卓越方案，創造約6萬個就業機會，累計投資金額達113億元。2010年推動「小地主大佃農」政策，幫助18至55歲且具農業專業知識者承租農地耕作，促進農業年輕化與專業化。同年公布「農村再生條例」，至2014年12月份累計輔導497個社區完成研提農村再生計畫。2011年開辦農民學院，培養年輕農民，並提供農民精進農業技術的學習平台。2013年開始，將公糧稻穀收購價格從每公斤2元調升為每公斤3元，提高農民收入。
ECFA簽訂後，兩岸農業貿易逐漸從逆差轉為順差，提高農民收益，在兩岸洽簽ECFA前一年（2009年），台灣對大陸農產品出口值為3.6億美元、進口值為5.5億美元，貿易逆差為1.9億美元，而2013年台灣對大陸出口值增加為9.2億美元、進口值為9.0億美元，貿易由逆差轉為順差0.2億美元。

##### 文化
2010年，頒布《客家基本法》。

##### 產業
2010年開始推動四大新興智慧型產業，以及推動六大新興產業、十大重點服務業等政策。同年2月3日完成「文化創意產業發展法」立法，並於12月底完成「文化創意產業內容及範圍」等11項子法，對文創事業之創業育成、資訊運用、市場拓展、合作交流等均訂有協助措施。5月12日公布施行之「產業創新條例」，是接續促進產業升級條例落日的重大經濟法案，攸關中華民國未來整體產業經濟發展。2012年3月1日施行「運動產業發展條例」。

### 第二任期

#### 競選連任

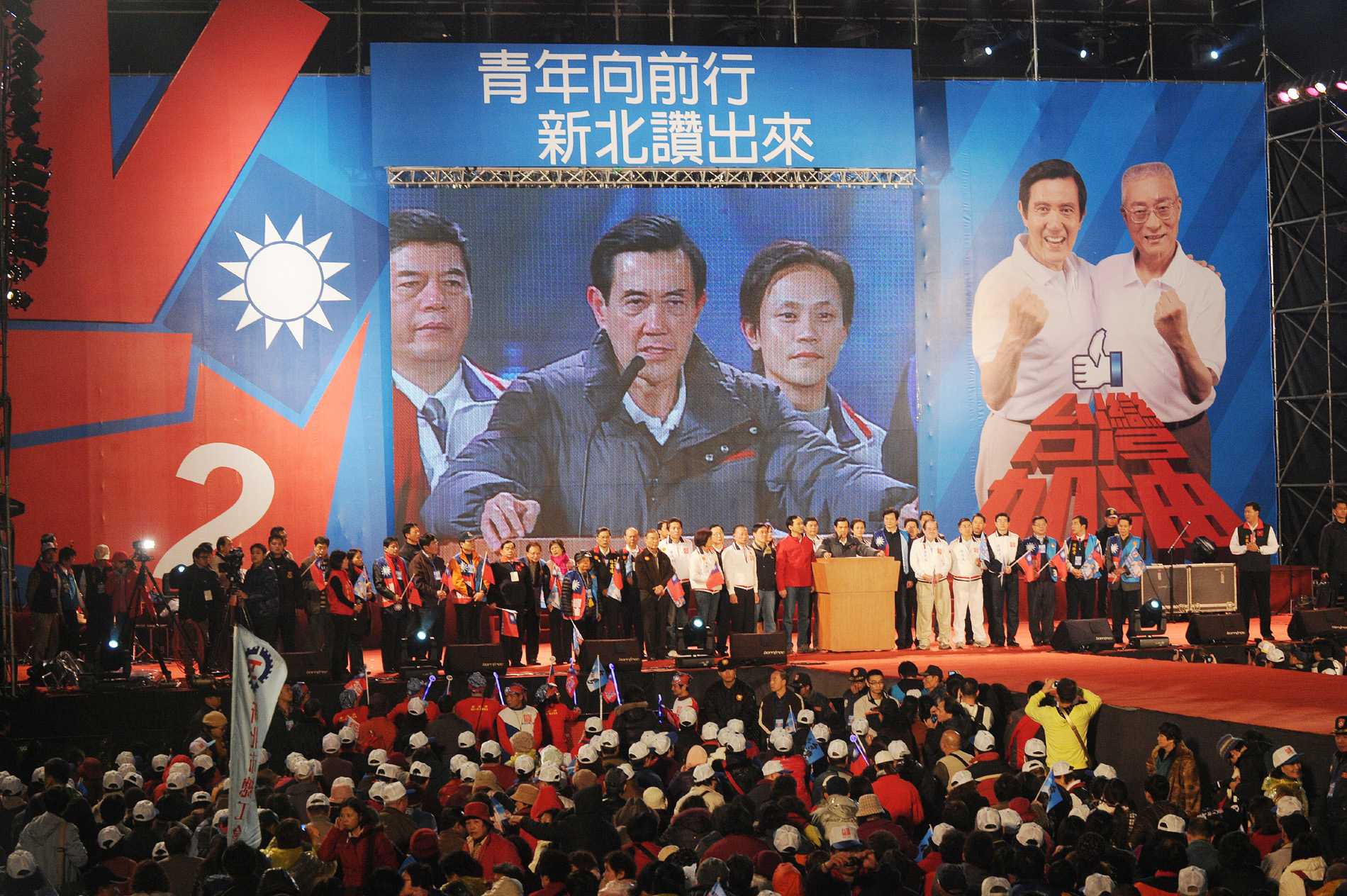
馬英九參加在新北市板橋區舉行的造勢晚會

2011年4月27日，國民黨提名馬英九競選連任，11月21日，登記參選總統，2012年1月14日，以689萬1139票，51.60%的得票率成功連任第十三任總統，擊敗民進黨的蔡英文及親民黨的宋楚瑜，5月20日，宣誓就職。

#### 行政院院長

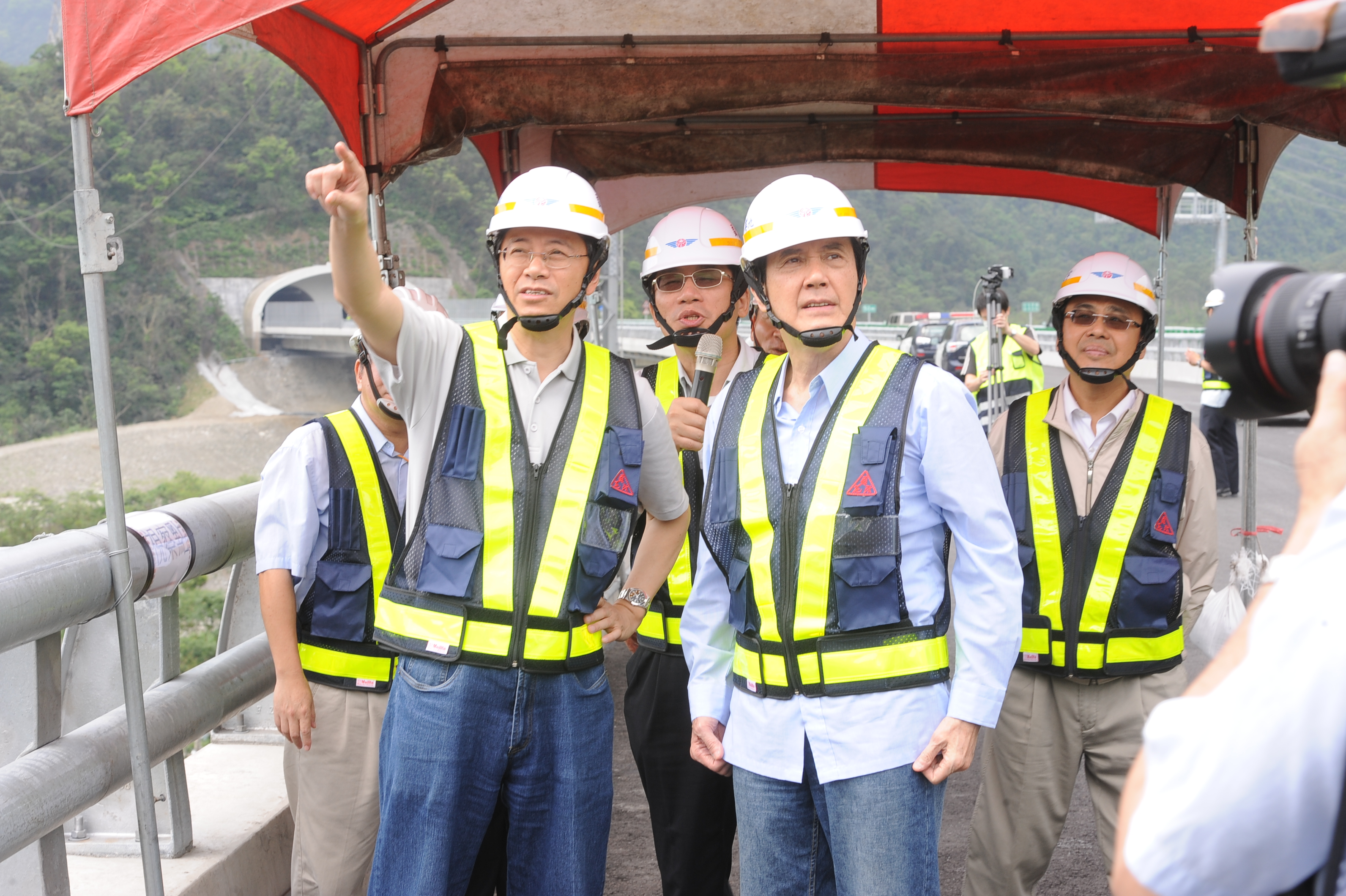
馬英九與任內最後一位行政院院長張善政（左）

接任吳敦義就任院長的為陳冲，2013年1月30日，馬英九推出年金改革方案，引起各方反彈，1月31日深夜，總統府宣布改組內閣，陳冲請辭閣揆，由江宜樺接任院長。2014年11月29日，九合一選舉國民黨敗選，江宜樺於開票當晚請辭獲准，由毛治國接任。2016年1月16日，總統及立委選舉國民黨敗選，毛治國於開票當晚請辭，並於18日內閣總辭，期間請辭未獲准，直至25日馬英九獲准請辭。自內閣總辭日起至新國會就職前，由副院長張善政代理閣揆。

#### 任內施政

##### 經濟

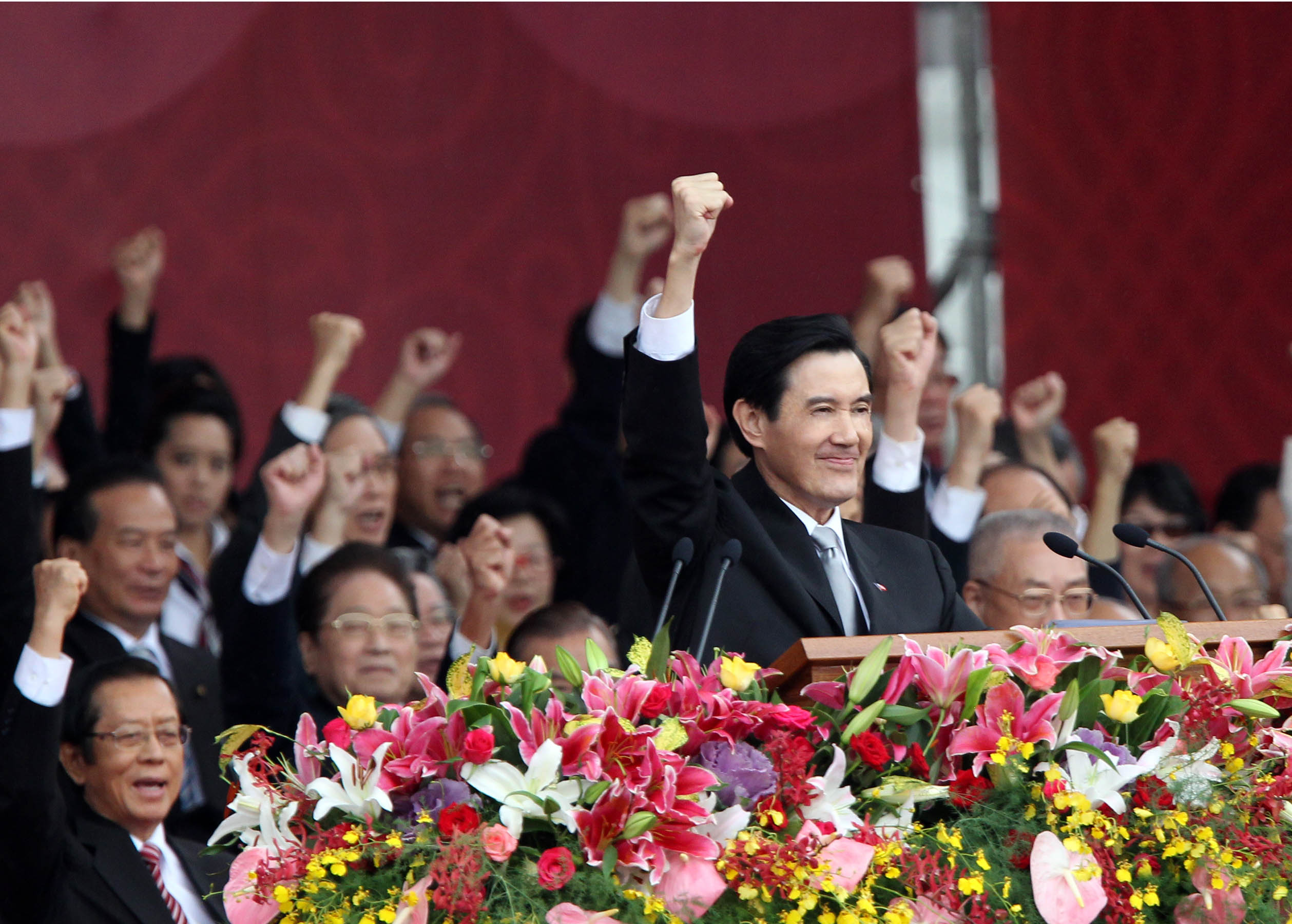
2012年於國慶日發表演說

2008年爆發全球金融海嘯，中華民國實質平均薪資由2008年之45,038元遽降至2009年的43,193元低點，迄2011年回升至45,508元後即持續停滯。2014年全年實質平均薪資為45,494元，仍不及1998年，等於實質薪資倒退16年。惟2014全年平均薪資達47,300元（年增3.58%）、經常性薪資平均為38,208元（年增1.81%），皆為歷年最高。2015年第一季，實質平均薪資59,078元，為歷年同期最高，年增5.74%。
2013年7月失業率則上升至4.25％，為亞洲四小龍最高、甚至高於日本，20至24歲失業率飆至14.05%。2014年8月失業率降至4.08%，為14年來同期最低紀錄，12月失業率降至3.79%，全年平均3.96%，2015年第一季失業率以3.71%再創近14年同期最低。
2014前三季台灣經濟成長3.6％，為亞洲四小龍之首。2014全年成長率為3.74%，優於韓國（3.3%）、 新加坡（2.8%）、香港（2.3%），16年來首次在四小龍中奪得第一。 2015年第一季經濟成長率3.46%，比原先預期的3.5%稍有下滑，不過仍優於南韓（2.4%）和新加坡（2.1%）表現。
2013年12月底，外匯存底4,168.1億美元，外匯存底創歷史新高，居世界第4位。
2014年1月8日，美國商業環境風險評估公司（BERI）公布2013年第三次「投資環境風險評估報告」，台灣投資環境全球第三、亞洲第二名，與上次調查相同；但「政治風險指標」倒退二名，排名第十，退步主因與服貿爭議，凸顯社會無法達成共識，以及馬政府民意支持度急速下滑有關。同年世界經濟論壇的全球競爭力報告，台灣從2013年的第12名掉到2014年的第14名。台灣在國家競爭力下滑的原因為政府執行效率不佳、社會的凝聚力不足，企業研發創新投入及相關配套的不足。
2013年全年外銷訂單金額4,429.3億美元，為歷史單月新高。2015年7月外銷訂單，接單金額只約363億美元，年減5%，年增率已「連四黑」。8月外銷訂單金額為350.3億美元，年減8.3%，創接單連5個月衰退紀錄。
2014年工業生產指數106.56及製造業生產指數106.67均為歷年新高。2015年7月份工業生產指數109.16，年減2.99%，已是連3黑，以及工業生產、商業營業額，雙雙維持年減，同月份商業營業額為1兆1,892億元，是連續第5個月年增率為負值，創下金融海嘯以來最長時間跌幅。同年的商業營業額達14兆5,376億元，則是歷年新高。
5次調高基本工資與時薪，2015年7月起，每月基本工資20,008元；最低時薪120元。

##### 觀光
2008年至2013年，觀光客數目成長108%。2009年觀光客突破400萬人次，2014年來台觀光旅客人數突破990萬，成長190萬人次，創下歷史新高。依世界旅游组织發布之全球觀光預測，2014年1－10月份全球觀光成長率為4.8%，亞太地區成長率為6.8%，台灣1－10月份成長率達24.68%，高於全球及亞太，在2013年全球前50大旅遊目的地中，居全球第二，表現亮眼。2008年來台旅客創造的外匯收入為新台幣1,871億元，2013年達到新台幣3,668億元，2014年達到4370億元。
馬政府上台後，致力開放中國大陸觀光客來台，根據立法院預算中心報告，陸客從2008年的9萬多人，到2013年已成長到226萬人，成長超過25倍，陸客比率從2008年的5%，增加到2014年的48%；2008年日本觀光客還有38%，是最常來台灣的國家，2014年剩16%，陸客比率日益增加，有失均衡。陸客人數過多的問題，包括交通部觀光局與內政部移民署的編製員額，都因此增加，所需預算也從2007年的13.7億元增加到15.8億元。但立法院預算中心同時呼籲政府針對陸客增加而受影響的觀光品質、觀光效益未實際挹注中華民國業者及治安潛在風險的考量研擬改善。自2008年開放陸客以來，陸客旅遊人數已經超過一千萬人次。2011年6月開放陸客來台自由行至2014年11月底，已經有181萬多人次的陸客來台。2008年起至2014年，日本觀光客成長1.5倍、東南亞觀光客成長1.9倍、港澳觀光客成長2.2倍、韓國觀光客成長2倍。在馬英九上任前，台灣腳踏車道一共有720公里，到2014年8月已經有4,106公里，成長5.7倍，馬英九表示，預計2015年底台灣將有環島自行車道誕生。

##### 外交

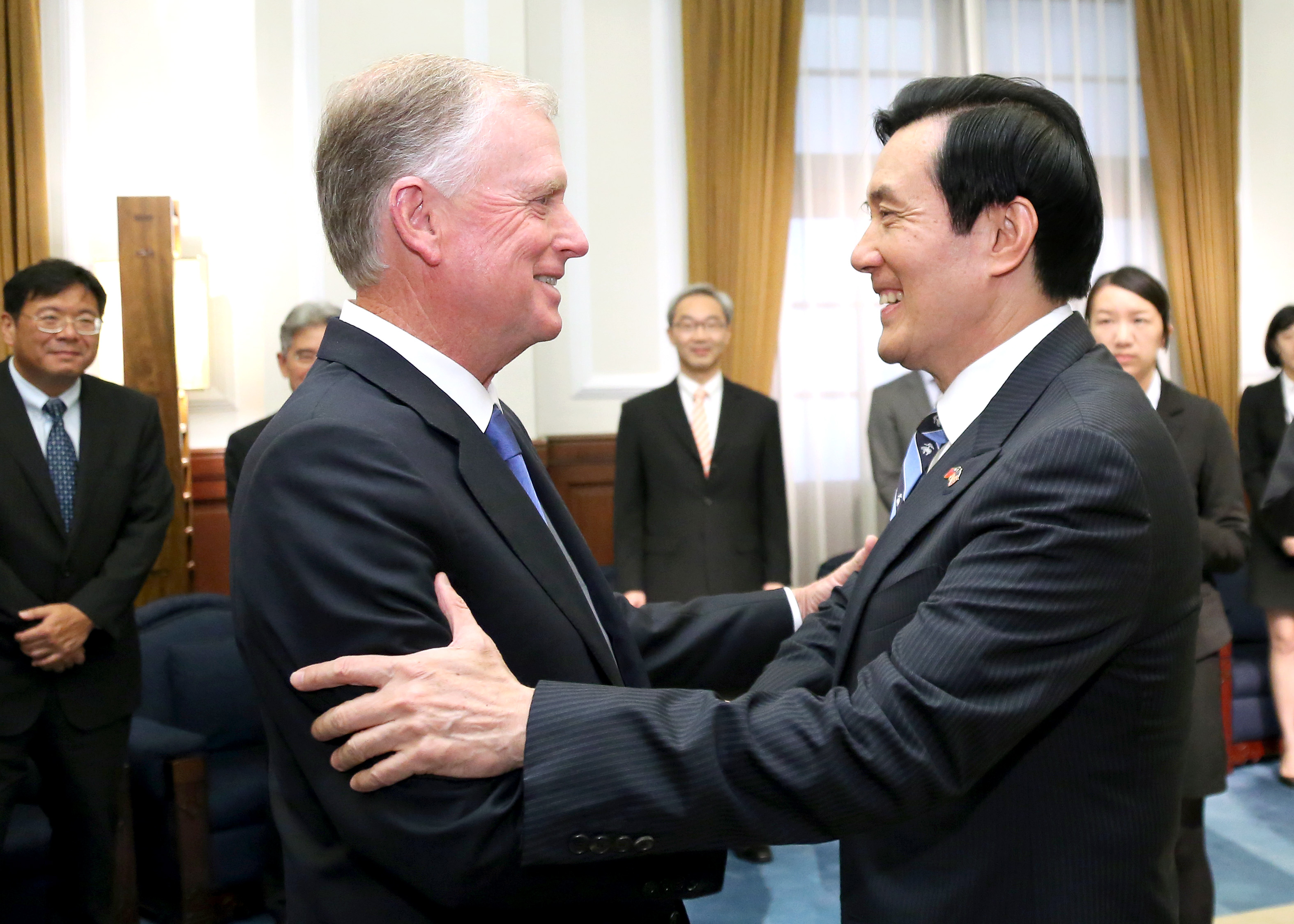
2015年接見美國前副總統丹·奎尔

上任以來只和冈比亚1邦交國斷交，建交國掛零，邦交國維持22個。
2012年11月1日，台灣成為第37個赴美免簽的國家。馬英九任期內，給台灣免簽證、落地簽證、或電子簽證的國家或地區從上任前54個成長到140個，2015年5月4日，外交部宣布，護照免簽證國新增菲律賓、緬甸兩國，可享免（落地）簽及簽證便利待遇的國家及地區增至142個。8月，又增加印度、伊朗等6國給予中華民國國民免簽證或落地簽證待遇，免簽及落地簽總數增至148個國家或地區。2016年3月，給予免簽、落地簽國家增至164個。
2013年3月11、12日，恢復中斷五年的「台美貿易暨投資架構協定」會議。4月10日，與日本簽訂臺日漁業協議，擴大台灣漁民安全捕魚範圍。此簽署協議被輿論認為是日本向台灣釋放善意。5月9日，發生廣大興28號事件，菲律賓公務船槍殺台灣漁民洪石城，經馬政府施以經濟制裁、派出海軍軍事威嚇之後，菲律賓總統派出特使至被害者家屬家中道歉、賠償、兩國聯合調查、拘禁嫌犯、在菲律賓以殺人罪提起公訴。9月11日，台灣獲邀使用「中華台北」名義以理事會主席「特邀貴賓」身份出席第38屆国际民用航空组织大會，為中華民國退出聯合國42年來的首例。10月9日及16日，台英司法互助針對在中華民國觸犯酒駕過失致死、判罪確定之英籍人士林克穎引渡回台服刑簽署「關於林克穎引渡瞭解備忘錄」，是中華民國首度與歐盟國家政府進行引渡協議。2014年6月13日英法院在林克穎一審的判決書中提及「中華民國（台灣）」。
2014年4月14日，美国国家环境保护局局長吉娜·麥卡錫來訪，為美國政府閣員14年來首次來台訪問。2015年2月13日，衛福部國民健康署署長邱淑媞首度以官方身分在世界公共衛生大會專題演講，大會11日開幕式投影播放所有與會國國旗片段，包括中華民國。4月10日，睽違10幾年，台灣再度被選為亞非農村發展組織（AARDO）的第18屆執委國，未來可名正言順接觸各會員國、拓展外交，還有助台灣農業技術、生物資材產業外銷；該組織也是台灣唯一以「中華民國」名義加入的農業國際組織。5月26日，馬英九出席「2015年世界國際法學會與美國國際法學會亞太研究論壇」開幕典禮，在致詞時提出「南海和平倡議」，要讓南海與東海一樣成為和平與合作之海，期望解決各海域資源、主權問題。馬英九指出，無論就歷史、地理及國際法而言，南沙群島、西沙群島、中沙群島、東沙群島及其周遭海域系屬中華民國固有領土及海域，中華民國享有國際法上的權利，不容置疑，此一堅定立場，從未改變。基本上，中華民國希望扮演一個負責任的利害關係者及區域和平締造者的角色；強調「主權無法分割，資源可以共享」，「以資源共享取代主權爭議」；主張「擱置爭議，共同開發」，而且是「全面規劃，分區開發」；也呼籲「自由航行、飛越自由」的原則一定要在南海被尊重、必須保護。隨後獲得美國國務院及印尼學者的讚賞肯定。
2015年5月26日，美國华盛顿哥伦比亚特区舉行一年一度的亡兵紀念日遊行。因二次大戰勝利70周年而擴大舉辦，當年的空戰英雄、前空軍副總司令陳鴻銓乘著花車出場接受大家致敬。司儀以「中華民國，台灣」介紹這支隊伍，稱「中華民國是二戰時的同盟國」。司儀也以「大使」介紹貴賓席上的中華民國駐美代表沈呂巡、李秋萍夫婦。沈呂巡則向一旁介紹陳鴻銓當年的英勇事跡，在美国广播公司的訪談中，沈呂巡說，希望能藉著這類活動讓更多人了解歷史真相與原貌，「中華民國才是二戰時中國的代表，是美國的同盟國」。5月27日，英國在台灣的代表機構「英國貿易文化辦事處」，宣布更名為「英國在台辦事處」。英國駐台代表胡克定發表更名聲明指出，此次更名純粹是一次品牌化的動作「我們是英國政府在台灣的正式機關」；外交部則表示，此舉反映英國駐台機構工作的實質內涵，是台英雙邊實質關係的正面發展。6月1日，美國國務院經濟暨商業事務局助理國務卿查爾斯·芮福金訪台，雙方就台美、兩岸關係、TPP等多項議題交換意見；芮福金則說，台美擁有共同利益，台灣是美國重要盟友，希望能夠繼續深化雙方關係。9月3日，沈呂巡在中華民國與美國斷交36年後首度受邀出席由美國政府合辦的二戰勝利紀念活動，並在「盟軍對日作戰勝利70周年紀念」活動上致獻有中華民國國徽的花圈，使中華人民共和國駐美大使崔天凯為此憤而缺席。
11月10日，美國國會參眾兩院通過2016年國防授權法案，美國應依據台灣關係法繼續對台軍售、支持台灣整合潛艦等創新與非對稱作戰能力、建議台灣軍方應參加在阿拉斯加州及內華達州空軍基地舉行的紅旗演習等雙邊訓練活動，五角大廈同時應推動雙方現役部隊軍官與將官交流。11月18日，前副總統蕭萬長第三度代表總統馬英九以領袖代表身分出席APEC峰會，在領袖國宴上與中共中央總書記习近平交談長達5分鐘以上，隨後美国总统贝拉克·奥巴马也加入對話，促成美中台三方領袖代表首度公開對話，蕭當面向兩人表達台灣想要加入跨太平洋夥伴關係協議的意願，白宮的Medium官方帳號介紹美國總統歐巴馬日前結束的歐亞行，文章以亞太經合會時的「蕭歐習會」為主照，稱呼蕭為台灣前副總統蕭萬長（former Vice President Vincent Siew of Taiwan）。11月22日，歐巴馬出席美國與东南亚国家联盟及东亚峰会，在馬來西亞吉隆坡的記者會上談及國際反恐時說，反伊斯兰国聯盟在亞太地區包括澳洲、加拿大、日本、馬來西亞、紐西蘭、新加坡、南韓及台灣。23日，全球65個對抗伊斯蘭國同盟的成員國齊聚美国国务院討論反恐行動，台灣是由駐美副代表層級以上的官員與會。25日「伊斯蘭國」發布最新影片《沒有停歇》（No Respite），列出60個反伊斯蘭國全球盟軍的國旗，其中也包括台灣，而且擺在美國國旗旁邊。
2016年1月12日，歐巴馬進行任內最後一次發表國情咨文演說，歐巴馬在介紹美國領導65個對抗伊斯蘭國的盟友時，白宮官網直播的畫面右方，出現中華民國的青天白日滿地紅國旗。3月15日，馬英九出訪第二天過境美國，接受德州副州長丹·帕特里克及多位聯邦眾議員、德州州議員午宴。德州州長格雷格·阿博特因人在他地無法趕來面晤，但他堅持致電向馬英九致意。下午參訪台塑德州廠，鄰近3位市長與Calhorn郡郡長也出席，其中拉瓦卡港市長傑克·惠特洛（Jack Whitlow）宣布將3月13日定為「馬英九總統日」作為紀念；在晚宴時，休士頓市長西尔维斯特·特纳也宣布當天為該市的「台灣友誼日」。4月5日，台美雙方簽署《發展國際旅客便捷倡議合作聯合聲明》，使臺灣經過事先核可、符合低風險條件的國人得申請加入美國的「全球入境計畫」，以免除入境美國時繁複費時的排隊等程序。外交部指出，臺灣是該計畫16國家中，唯一非美國邦交國。5月18日，美國聯邦眾議院通過2017年度國防授權法案，當中包含邀請台灣參與環太平洋軍事演習，提升美台軍事高層交流，以及明確說明對台軍售進度等多項修正案。同日，漁業署表示台灣在中西太平洋漁業委員會的架構下成立中華臺北信託基金，藉著基金的運作，可與中小島國加強各種漁業合作關係。

##### 兩岸

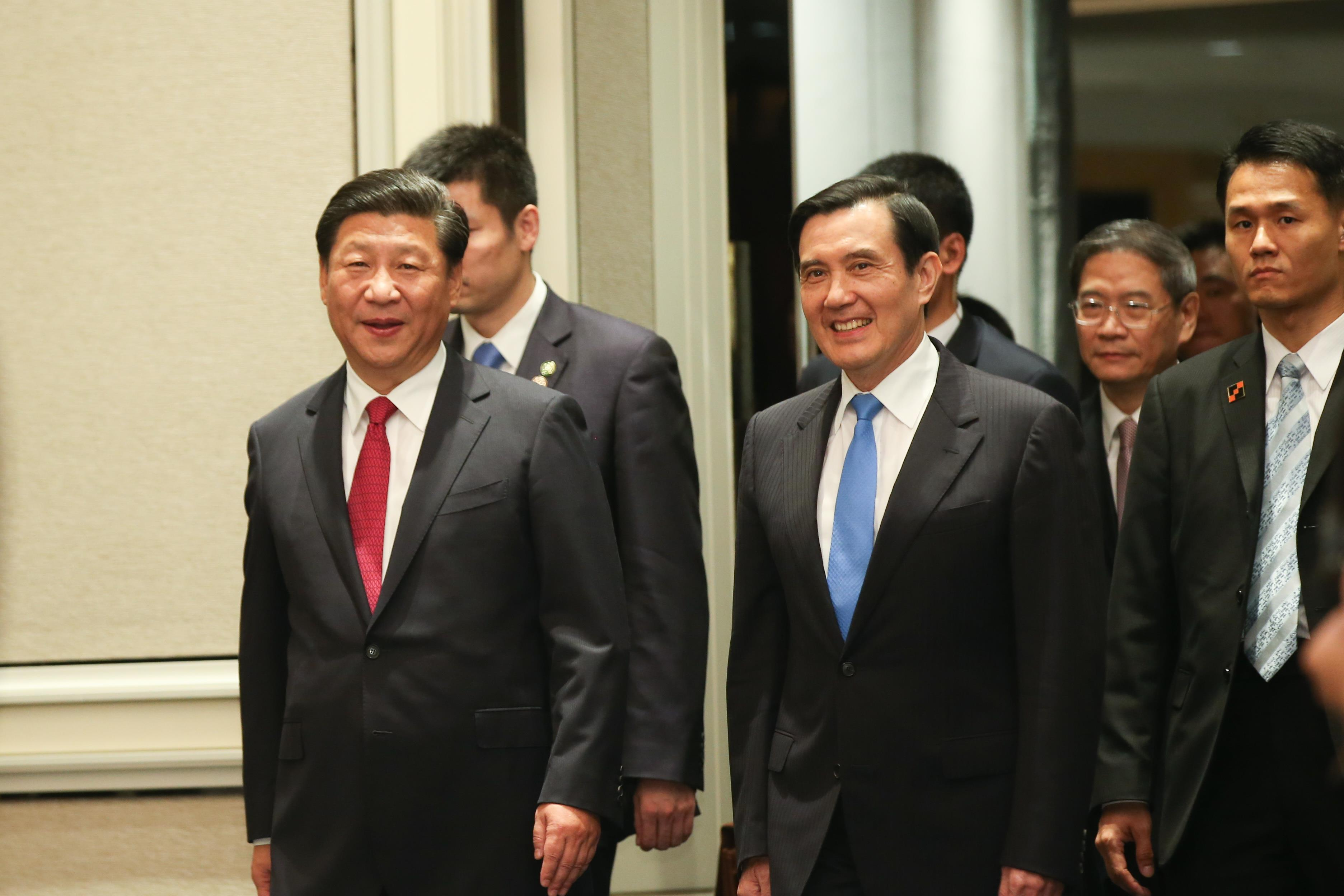
馬英九與中共中央總書記习近平進行两岸领导人会面

「海峽兩岸投資保障和促進協議」於2013年2月1日生效，並針對「人身自由與安全保障」議題達成共識，使中華民國民眾在中國大陸的人身自由與投資權益受到保障。以及簽署「海峽兩岸海關合作協議」，促進兩岸貿易便捷與安全、「海峽兩岸貨幣清算合作備忘錄」，人民幣在台灣得以比照美元、歐元等外匯管理方式，兩岸貿易及投資等匯款可直接以人民幣結算。10月6日，蕭萬長擔任總統馬英九特使，參加亚太经济合作组织，與中共中央總書記习近平會晤。陸委會主委王郁琦提出APEC蕭習會「3個突破」，包括回歸政府機制處理、陸委會主委全程參與，以及與中共中央台辦主任張志軍互稱官銜等。2014年2月11日至2月14日舉行张王会谈，兩岸首度以官方身分晤談，使兩岸官方互動正常化。2月18日，國民黨榮譽主席連戰會見中共中央總書記習近平時當面提出，「中華民國大家應該來正視，應該來面對它，不要把它忽視。」、「中華民國在兩岸關係拓展的過程中，是一個資產，不是一個負債」。所以，在這一前提下，「我們要用務實態度正視現實」。
2015年3月11日，南韓學者投書媒體，標題為《朴槿惠政府對北交流政策向台灣學習吧！》，認為南韓總統朴槿惠應學習馬英九對中國大陸逐步推進的旅遊自由化、自由貿易、自由投資等政策，論述改善兩岸關係後，換來經濟與美國更多的肯定、挹注，南韓是否該參考並改善「對北關係」。11月7日舉行两岸领导人会面，在新加坡與中共中央總書記習近平會面，是兩岸分治66年以來，兩岸領導人首次面對面會談。

##### 產業
推動產學大聯盟與產學小聯盟計畫，運用學術界研發能量幫助產業界技術升級，及推動自由經濟示範區。
2012年7月19日核定通過「強化工業基礎技術發展方案」。9月13日核定「傳統產業維新方案」，將IT、工業設計、文化創意、綠能等新元素注入傳統產業，以提升附加價值。10月8日核定「推動中堅企業躍升計畫」，發展並輔導具有技術、創新、品牌等國際競爭力的「中堅企業」。2014年推動創業拔萃方案，透過法規鬆綁、引進國際資金與專業知識及在花博舊址打造國際創業園區三大策略，協助台灣年輕人創業，拓展國際市場。

##### 青年
成立行政院青年顧問團，成員可參與行政院、部會的會議。2014年1月1日起施行「青年創業及啟動金貸款」，截至11月底，已辦理3,022件，提供保證金額25億600萬元，協助創業青年取得融資金額27億8,900萬元。

##### 治安
2012年6月2日宣示推動紫錐花運動，倡導「反毒總動員，由校園推向社會，由國內推向國際，全球一起來」。並強力取締酒駕，2014年酒駕致死人數較2013年減少31%。馬英九上任六年後，全般刑案從49萬餘件降為29萬餘件，下降約40%；暴力犯罪從9,500餘件降為2,500餘件，下降約74%；竊盗案件從24萬餘件降到8萬餘件，下降約66%；而詐欺案件，從2006年最高峰被詐騙金額185億9千萬元，在2013年減少為30餘億元；而在酒醉駕車的取締方面，從最高峰的2006年死亡727人，到2013年已經降為245人，大幅減少6成之多，治安狀況達到18年來犯罪率最低、破獲率最高的階段。

##### 租稅
配合「財政健全方案」修正「所得稅法」，自2015年施行提高綜所稅扣除額，減輕民眾負擔，有七百萬人受惠。因應少子女化，補足現行人口政策缺口，增訂幼兒學前特別扣除額，每戶綜合所得淨額在113萬元以下者，納稅義務人育有5歲以下之子女，每位幼兒每年可扣除2萬5,000元，以減輕中低所得者育兒負擔，約有34萬戶家庭可受惠。

##### 簽訂國際經濟合作協議
2011年，簽署《台日投資協議》，2012年，簽署《台日產業合作搭橋計畫之合作備忘錄》，2013年，簽署《台日漁業協議》、《臺紐經濟合作協定》、11月7日，與新加坡签署《台星經濟夥伴協定》、11月28日，與日本簽署《台灣-日本金融監理合作備忘錄》。
2014年2月17日，與蒙古簽署《台蒙再生能源與能源管理領域合作了解備忘錄》，與日本、加拿大、德國 、韓國、英國、愛爾蘭、比利時、斯洛伐克、波蘭、匈牙利、奧地利簽署打工度假協定。2015年6月1日，與美國簽署《全球合作暨訓練架構》。11月5日，簽署《台菲漁業執法協定》。2016年4月5日，與美國簽署《發展國際旅客便捷倡議合作聯合聲明》。5月12日，與印尼簽署《台印農業合作協定》。5月19日，與吐瓦魯、諾魯兩國簽訂漁業協議。

##### 執政成效
在世界經濟論壇2014年公告的全球競爭力報告，台灣從2013年的第12名掉到2014年的第14名。為2009年來最不理想的排名。台灣2014年國家競爭力下滑的原因為政府執行效率不佳、社會的凝聚力不足，企業研發創新投入及相關配套的不足。根據瑞士洛桑管理學院的「2014年IMD世界競爭力年鑑」，在60個受評國家，台灣排名第13，較2013年滑落2名。在亞太地區排名第4，次於新加坡、香港、馬來西亞。「政府效能」及「企業效能」排名明顯滑落，是總排名滑落的主因。2014年透明国际公布貪污感知指數，中華民國分數為61分（滿分100分），在全球175個國家及地區中總排名第35名，在分數上，從2012至2014年分數皆為61分，表示近3年台灣在廉政作為的表現上是一樣的，雖然在名次上已經連續2年都進步1名。

瑞士洛桑管理學院公布2015年「IMD世界競爭力報告」。在61個受評國家中，台灣排名由去年13名提前到第11名，在亞太區當中僅次香港、新加坡。世界银行發布「2015年經商環境報告」，台灣評比得分增加，但整體排名較2014年下滑1名，排第19。6月24日，美國蓋洛普顧問公司與Healthways健康機構公布2014年全球幸福指數調查，此調查依據5個指標：生活目標（purpose）、社會（social）、經濟（financial）、社區（community）和身體健康（physical），台灣有19.8%的居民在3個指標以上感到滿意，經濟指標排名第13名，總排名59，雖較去年退步3名，但仍優於日本（92名）、新加坡（97名）、韓國（117名）、香港（120名）、中國大陸（127名）。

### 反對聲浪
2014年3月，爆發反對服貿協議及兩岸經濟整合的太陽花學運，是立法院首次遭到民眾佔領的事件，期間長達二十餘日。期間官民、警民、藍綠及統獨兩造大小衝突不斷。甚至創下行政機關一度遭群眾攻佔破壞的首例。抗議期間，亦有民眾向媽祖祈願，求馬英九下臺。
而在台灣於2020年11月15日被排除於区域全面经济伙伴关系协定（RCEP）後，馬英九針對這些倒馬運動則批評其摧毀兩岸服貿協議，為台灣加入RCEP增加難度，也批民進黨習慣意識形態治國，事情做不好就把責任推給中共打壓。

## 卸任生涯

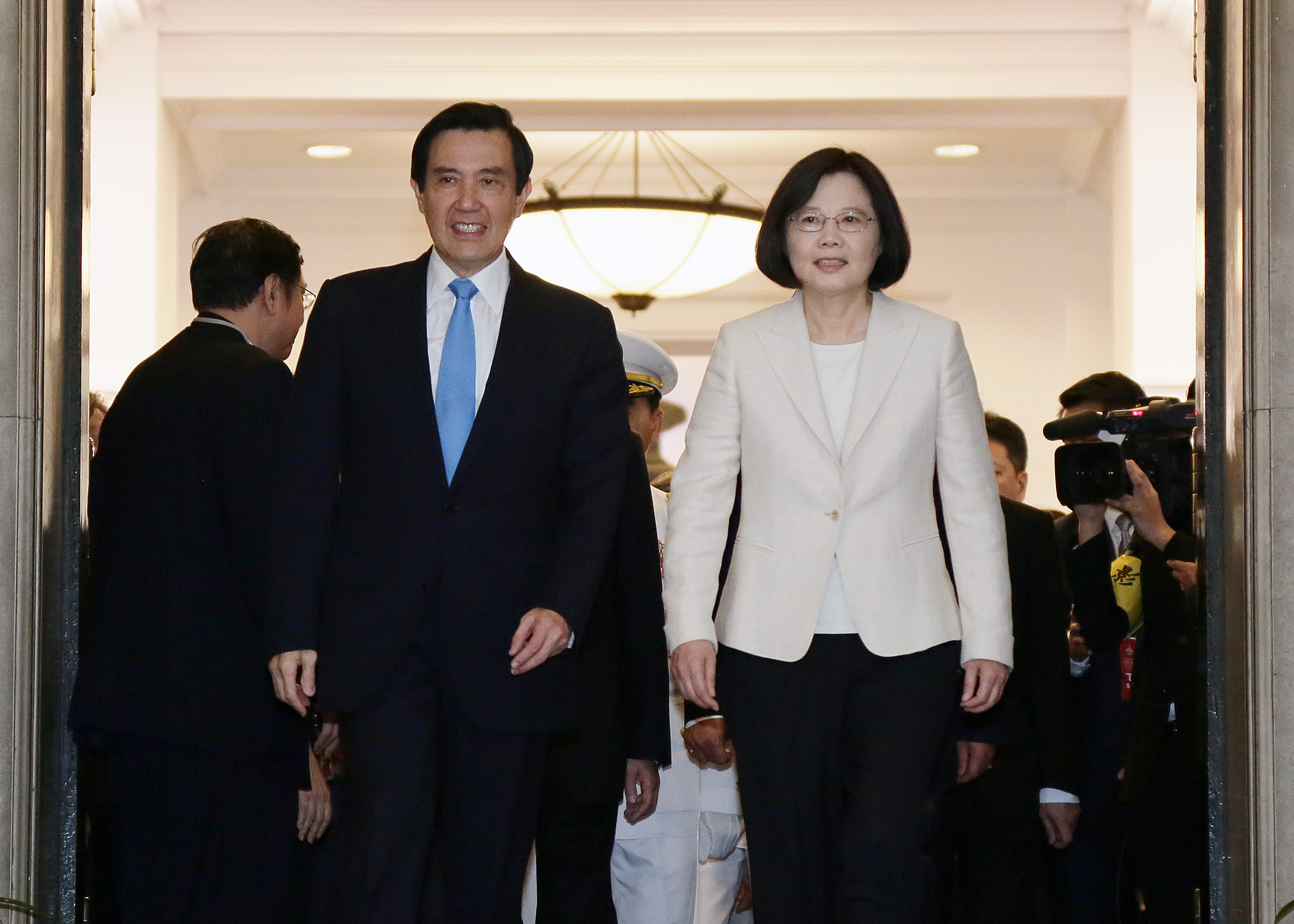
完成政權交接後與新任總統蔡英文步出總統府

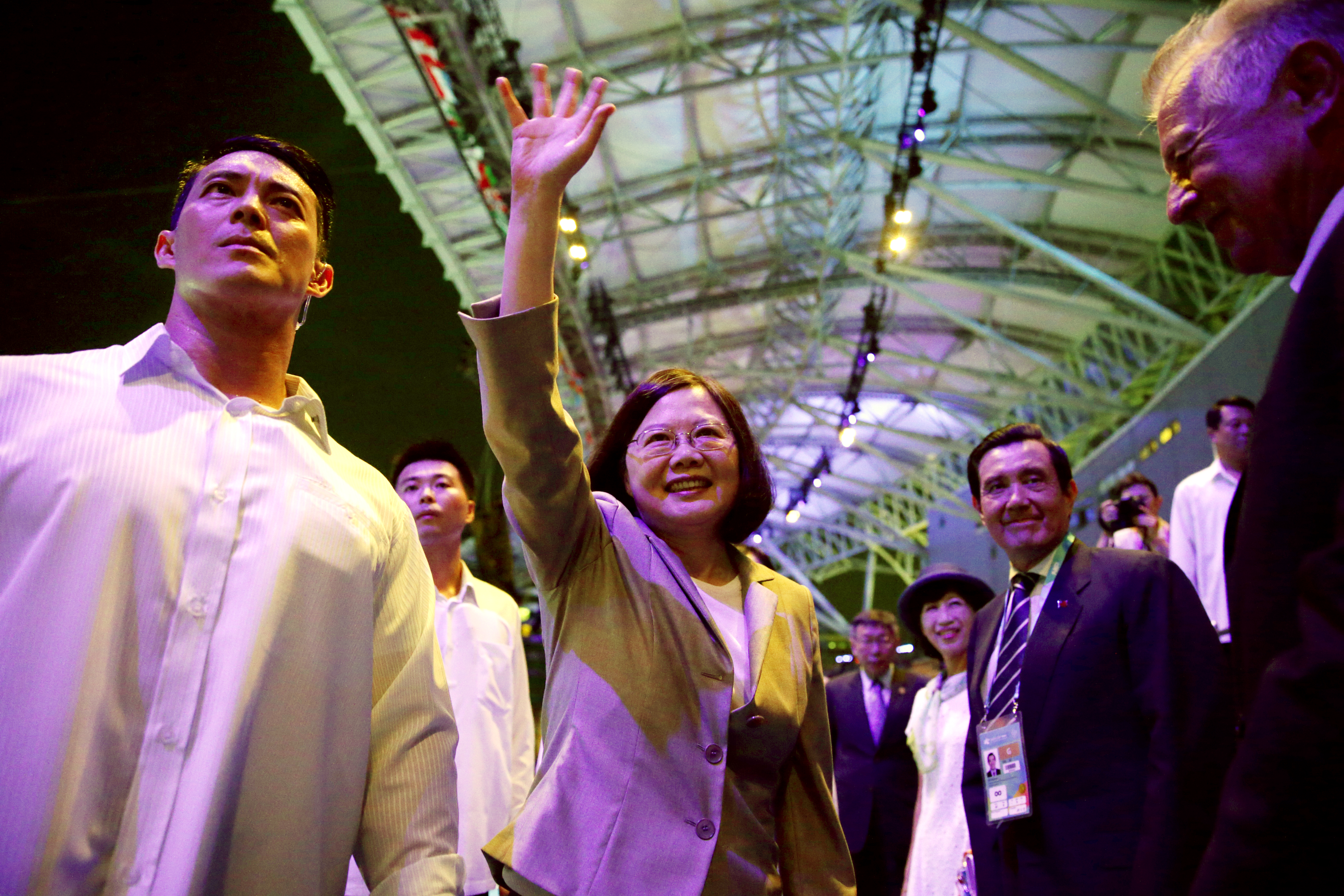
馬英九（右二）出席台北世大運，左方為時任總統蔡英文

卸任後仍持續到民間走訪，也曾至二二八紀念碑行禮致意。
2016年9月26日，受東吳大學邀請擔任嚴家淦法學講座教授，在東吳大學主講「台灣的國際法定位」。11月4日，參加東吳大學舉行的「南海仲裁案暨國際法研討會」，並強調臺灣太平島符合國際法島嶼之地位，籲仲裁法庭勿昧於事實。
2017年3月14日，臺灣臺北地方檢察署依違反通訊保障及監察法、洩密罪、個人資料保護法等罪起訴。3月28日，柯建銘自訴涉犯教唆洩密罪、誹謗罪，一審宣判無罪。10月11日，柯建銘自訴涉犯教唆洩密罪、誹謗罪，二審宣判無罪確定。
2018年4月27日，台北地檢署第三度以被告身分傳訊前總統馬英九進行最後答辯，不過，馬仍比照前天25日行使緘默權，對檢察官提問一概不答，結束偵訊後還在庭外怒指檢方立場不公，北檢則開記者會回批馬英九做出不良示範。5月15日，台北地檢署起訴指控前總統馬英九，於任內涉犯洩密、違反《通訊監察保障法》案件，二審宣判有期徒刑四個月，得易科罰金，可上訴。7月10日，台北地檢署依違反證券交易法、刑法背信等罪起訴，台北地院審理中。
2019年7月12日，台北地檢署起訴指控前總統馬英九，於任內涉犯洩密、違反《通訊監察保障法》案件，臺灣高等法院更一審審結，馬英九無罪確定。
2021年10月27日，馬英九所涉的三中案（中視、中影、中廣），臺灣臺北地方法院一審判無罪。
2023年10月2日，因蔡英文政府將雙十國慶日的英文名稱，改成「Taiwan National Day」，马英九拒絕出席該年度中华民国國慶大會，并发表声明：
今天，我以十二萬分沉痛的心情，宣布拒絕出席今年十月十日的國慶大會。
過去四十年來，不論在政府擔任公職，或卸任總統後在民間工作，我每年都參加國慶大會，從未間斷。因為我熱愛中華民國，熱愛臺灣這個家園，全心支持中華民國憲法為我們家園帶來的和平與穩定，我以參加中華民國國慶大會為榮。
但是，從前年開始，蔡英文政府將雙十國慶日的英文名稱，改成「Taiwan National Day」；翻譯成中文，就是「臺灣國慶日」。我們的國名，什麼時候從「中華民國」改為「臺灣」了？
「中華民國」不見了。蔡英文政府刻意把「臺灣」變成國家的名稱，將中華民國的國慶日變成「臺灣國」的國慶日，這是不折不扣的「臺獨」路線。
這樣的做法，既不遵守中華民國憲法，違反了蔡英文總統2016年和2020年兩度宣誓就職時，對全國人民做出「遵守憲法」的承諾，更危害臺海安全。對國人來說，是極其不利、不負責任的做法。
過去我們政府從未使用「Taiwan National Day」這個英文名稱，憲法和政府文書都沒有變更國名，國慶大會就應該要繼續使用「中華民國國慶日」（Republic of China National Day）才對。使用「臺灣國慶日」，除了偷渡臺獨，有任何實質意義嗎？蔡英文總統在任內最後一次的國慶大會，依然做出傷害中華民國的事，讓人非常痛心。
我去年曾公開呼籲蔡英文總統與籌辦國慶大會的立法院游錫堃院長，不要再以「Taiwan National Day」（臺灣國慶日）作為國慶的英文名稱，可惜他們置若罔聞，今年依然故我。
既然苦勸無效，我認為若再出席「臺灣國慶日」典禮，形同為這樣繞彎、偷渡的「臺獨」路線背書，坐視民進黨政府危害臺灣安全、傷害中華民國，因此我決定拒絕出席今年的國慶大會。我要告訴國人與世界，為了臺灣的安全，子孫的福祉，我們不能再沉默，必須堅定和「臺獨」路線切割，堅決反對臺獨！
我也要呼籲每一位熱愛中華民國、在意臺灣安全的朋友，要拒絕這樣錯誤的「臺獨」路線，要用選票，在明年一月的總統選舉，下架這個違反中華民國憲法、無視臺灣人民安全的政府，重新贏回中華民國。讓我們明年十月，一起在總統府前，慶祝「中華民國」國慶！
10月14日，马英九参加總統暨立委新北市競選總部成立大會，支持國民黨2024年总统選舉候选人侯友宜。11月15日，協調侯友宜與台灣民眾黨總統候選人柯文哲整合的政黨協商，其結果以失敗收場。

### 兩岸交流
2023年3月27日至4月7日，馬英九率團前往中國大陸进行祭祖、交流，成為1949年之後首位造訪中国大陸的卸任中華民國總統，此次訪問，曾錄製《聲生不息·寶島季》。
2024年4月1日至11日，應中国大陆邀請，馬英九再度率領「大九學堂」青年學子訪問廣東、陝西與北京，此行重頭戲之一為出席祭黃帝陵大典「甲辰（2024）年清明公祭軒轅黃帝典禮」。 馬辦基金會執行長蕭旭岑介紹，馬英九將率領大九學堂青年學子參訪中華文化歷史景點與企業，並到中山大学和北京大学進行兩岸青年交流。馬英九在大陸訪問期間受到高規格禮遇，致力於傳播兩岸和平、同根同源登理念。馬英九於7日晚抵達北京，隨後到国家大剧院參觀，觀賞國家大劇院管弦樂團、國家大劇院合唱團的表演。8日參觀抗戰紀念館、卢沟桥，並在中共中央台辦主任宋濤的陪同下參觀故宫，當晚與北京市委書記尹力會面，強調「九二共識」「反對台獨」等概念。9日上午，馬英九一行登上八達嶺長城，下午則前往北京大學進行交流。10日下午，馬英九與中國共產黨總書記习近平舉行第二次會面。
會面中，習近平以「尊敬的馬先生」稱呼馬英九，強調堅持「九二共識」及「反台獨」，並強調「兩岸同胞都是中國人」「海峽的距離阻隔不斷兩岸同胞的骨肉親情，制度的不同改變不了兩岸同屬一個國家、一個民族的客觀事實，外國的干涉阻擋不了家國團圓的歷史大勢！」，高度評價馬英九「素有民族情懷，堅持九二共識、反對台獨，推動兩岸關係和平發展，促進兩岸青年交流，致力於振興中華。」而馬英九在致辭時一度將「中華民族」說成「中華民國」，且在談及「九二共識」時進一步說明「1992年各自表述」的一中各表說法，並感謝大陸方面的熱誠接待，強調臺灣青年深刻瞭解中華文化的根源，體驗大陸實際發展的面貌，更感受到兩岸之間血濃於水的情感。馬英九特別提到，「最近兩岸情勢緊張，引發不少臺灣民眾不安」，他引述魯迅所說，認為兩岸應該「一笑泯恩仇」，指出兩岸如果發生戰火，對中華民族都是不可承受之重，兩岸的中國人絕對有足夠的智慧和平處理兩岸爭端，避免走向衝突。
2024年12月18日至26日，馬英九應中國大陸邀請，第三度率領「大九學堂」青年學子訪問中國大陸，出席在哈爾濱舉辦的「海峽兩岸青年冰雪節」活動，並赴四川成都參訪。18日晚間馬英九在哈爾濱市太陽島賓館，與中共中央台辦主任宋濤進行會面，馬英九在會面中堅信，「戰爭沒有贏家，和平沒有輸家」，「兩岸中國人要比其他國家更有智慧，在共同的血緣、文化、歷史、情感，以及共同的政治基礎下，讓兩岸透過和平的方式解決爭端」。他強調，1992年兩岸達成的「各自以口頭方式表述『海峽兩岸均堅持一箇中國原則』」的共識，即廣為人知的「九二共識」，以及反對台獨的共同政治基礎，是兩岸關係得以向前發展的重要關鍵因素，無論外部環境如何變化，這一共識和政治基礎不會改變。中共中央台辦主任宋濤代表中共中央總書記習近平向馬英九表達敬意，強調即使是台灣海峽的微小阻礙，也無法隔斷兩岸同胞之間深厚的情感聯繫，並表達了願意在堅持「九二共識」、反對「台獨」的基礎上，攜手台灣同胞共同努力，為提升中華民族的整體福祉，推動中華民族偉大復興事業貢獻力量的意願。
2025年6月14日至27日，馬英九應中國大陸邀請，第四度率領「大九學堂」青年學子訪問中國大陸，出席在福建廈門舉辦的「第17屆海峽論壇」。

### 国际事件

#### 出席马来西亚民间演讲所引发的称呼争议
2016年10月，马英九应邀马来西亚柔佛南方大学学院以「世界华人的未来」为题，前往学院发表专题演讲的邀请和出席同年举办的「第8届世界华人经济峰会」（WCES），当中对马英九的正式称呼，在马来西亚引起了一系列争议。第一个争议是该演讲合作媒体之一的《星洲日報》，其纸版与《星洲网》于11月14日刊出马英九专访时，后者把马英九的称呼，从纸版的「台湾前总统」改为「台湾前领导人」，引起了马英九办公室和本人表达不满和抗议，呼吁《星洲日报》坚守媒体不受政治干预的原则，尊重马英九「前总统」为卸任「总统」的事实，做出符合事实的报道。并表明，如果是这样的媒体，他以后就不想再打交道了。《星洲日报》随后发表声名感谢马英九对该报的指正，声明指出，马英九先生是一位备受尊重的世界领袖，强调对马英九的称呼是根据整个两岸现有的政治情况，以及对「一个中国」政策的理解和表述，无意抵触任何一方的政策。而在马英九于15日抵达之前，南方大学学院因演讲的宣传看板上，将马英九的称呼从「台湾前总统」更换至「台湾前领导人」，而南方大学官网和读者提供的入场证写著是「台湾前总统」。南方大学随后向马英九致歉和更改回「台湾前总统」的称呼。但在15日又被揭露宣传看板上的称呼更改为「世界华人领袖前总统」的怪异口号。
南方大学学院校长祝家华同日接受《多维新闻》专访时表示，对马英九的头衔争议是他们始料未及，他希望未来两岸能在这方面有更多的共识，不应由海外华人解决这方面的争议，也不希望这称谓的争议成为马英九到访南方大学的议题。他也向《多维新闻》表示，在活动印刷品制作完毕后，曾接到「中国大陆方面的意见」。负责举办「世界华人经济峰会」的马来西亚创办人杨元庆和李金友表明，邀请马英九出席经济峰会一事不应成为政治议题，也表明不希望经济峰会涉及到政治。马英九当日结束在柔佛的行程，隔日前往槟城走访孙中山槟城基地纪念馆。
马英九于11月17日出席在马六甲举办的「第8届世界华人经济峰会」的演讲活动上，再次因为称呼问题和演讲題目引起一系列争议。因大会议事手册上，对于马英九的称呼却出现两个版本，一个是只有马英九没有头衔，仅称「尊贵的阁下马英九」（H.E. Ma, Ying-Jeou），另一个称马英九是「世界华人领袖」（World Chinese Leader），都没有写称呼「前总统」称号，迫使马英九在胸前挂上自制的「中华民国前总统」的名牌，并向出席者自我介绍称「我是马英九，中华民国前总统」（I am Ma Ying-jeou , former president of the Republic of China（Taiwan）），成为大会中唯一掛著名牌的来宾。马英九在开幕式后专题演讲的题目，也被主办单位从「台湾与东协经济更紧密的前景」（The Prospects for Closer Relations between Taiwan and the ASEAN Economies）更改为「海外华人在世界经济、科技及人文议题的角色」（The Role of Overseas Chinese in Shaping the Global Agenda on Economy,Technology ahd Humanity）。世界华人经济论坛的网站早前也曾被发现称马英九为「世界华人领袖」。不过，网站却把 “World”误植为“Would”。马英九之后在下午召开国际记者会，抗议中共驻外使馆在演讲大会上对他的打压 。晚間出席世界華人經濟峰會的君子仁義獎頒獎典禮，晚宴現場將所有與會貴賓的頭銜一律去除，都只剩下名字，司儀與會議主席李金友皆數度稱馬英九為「台灣前總統」。 马英九于18日结束马来西亚访问行程，在臺灣桃園國際機場受访时，对於「台湾前总统」头衔被改成「台湾前领导人」一事，他表示，中国方面主导这件事情是很清楚的，中国不必这样做，对改善两岸关係一点好处都没有，反而是损人不利己，推动两岸关係一定要把这些负面的影响考量进去。

#### 希臘德爾菲經濟論壇頭銜爭議
馬英九於2023年受邀參加4月26日於希腊舉行的德爾菲經濟論壇，論壇官方網站將馬英九頭銜誤植為「台北前總統」，經外交部抗議後短暫更正為「臺灣前總統」，但在馬英九出席前又多次更改為「台北前領袖（Former Leader of Taipei）」、「中華台北國民黨前總統（Former President of the Kuomintang party-Chinese Taipei）」。外交部呼籲馬英九在名銜未獲更正前，應審慎評估是否與會。馬英九基金會執行長蕭旭岑則回應希望外交部適時提供協助並堅持出席。

## 政治主張

### 兩岸關係

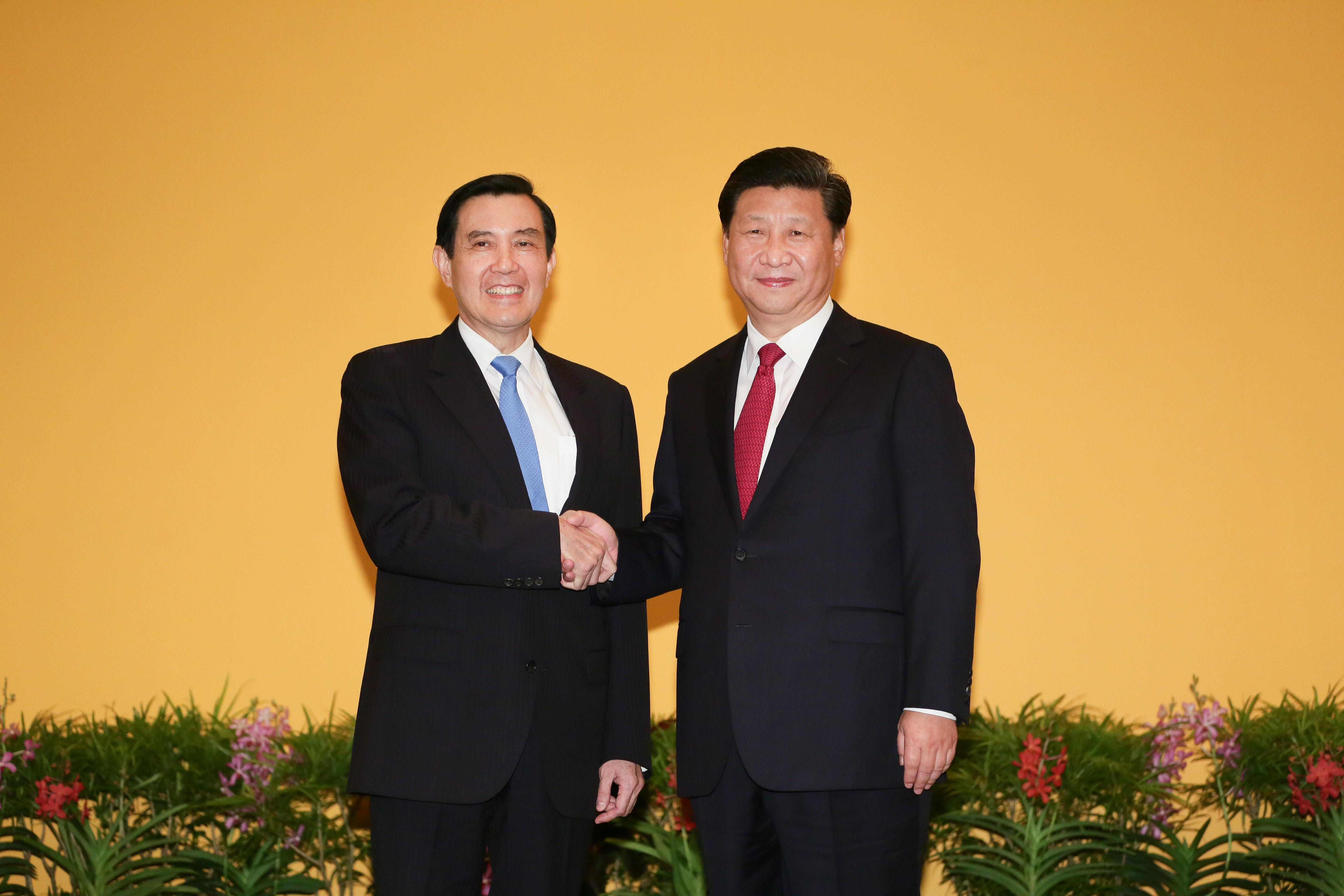
馬英九於2015年與中共總書記习近平在新加坡舉行「两岸领导人会面」

2005年8月5日，稱支持「反共不反中，反獨不促統」、「六四不翻案，統一不可談」，兩岸屬「一中兩區」。兩岸「既非一邊一國，也不是兩個國家」，而是「一国两区」。反對「法理台獨」、「正名制憲」、「台灣共和國」。
2008年5月20日，重申「三不政策」─「不統、不獨、不武」的兩岸關係，在中華民國憲法架構下，維持九二共識後的台灣海峽的現狀，即「一中各表」，堅決反對中共所提出之「一国两制」。 從2008年起未再參加六四紀念活動，引起泛綠批評「立場倒退」。 9月3日，稱兩岸關係是一種特別的關係，但“不是两个中国”、“不是國與國的關係”，因為兩岸的憲法都“無法容許在領土上還有另外一個國家”。與李登輝的特殊的國與國關係及陳水扁的一邊一國主張明顯不同。
2009年6月10日，對其兩岸「不統、不獨、不武」主張，單獨挑出「不統」強調，「不統不是排除統一這個選項」。媒體報道，馬英九並未同時明說「不獨、不武」也有同樣的類推意涵，使得這項主張開始朝向統一的方向傾斜。
2010年6月2日，稱他「一直關心六四，這是歷史上重大的人權事件，中國大陸當局必須面對。」
2011年12月3日，在2012年總統大選電視辯論首度表明，台灣是為中華民國的簡稱與國際通稱，兩者皆是國家，並舉例英國為「聯合王國」或「大不列顛及北愛爾蘭聯合王國」的簡稱與通稱，是馬英九第一次在公開場合中提到「台灣是我的國家」。
2014年9月22日，與歐媒訪問團晤談後，《德國之聲》中文網錯誤報導指馬英九表示「強調願意學習當初東、西德處理雙邊關係，最終實現統一的經驗」 ，引發軒然大波。在各界指責下，總統府公布部分談話內容，以證明報導錯誤 。11月3日，馬英九對《紐約時報》表示：「如果中國大陸能夠在香港實施民主，或者中國大陸本身能夠更為民主，那麼我們就可以縮小海峽兩岸人民的心理距離。」他同時強調：「我認為我們對香港民主化的支持，並不會損害兩岸關係。」 11月5日晚上，在台港生發起真普選布條快閃活動，約30餘名參與者分頭在總統府、台北車站、國父紀念館、國立故宮博物院、香港駐台北辦事處等地，掛出「我要真普選」標語布條，並將感謝馬英九聲援香港真普選訴求的布條送到《蘋果日報》大樓，由《蘋果日報》社長陳裕鑫親自接待，隨後掛上黃底黑字布條。
2016年11月12日，中共總書記習近平在孫中山誕辰150周年紀念儀式提及中國共產黨是孫中山最重要繼承人。12月8日，馬英九對此表示，如果真能做到、做得像，用和平、民主方式，歡迎大陸加入三民主義行列。
2017年6月26日，馬英九表示兩岸統一不是不能談，但必須要在和平、民主的環境下，才有談的可能，和平是基本要求，民主則是必須經過的過程，要兩岸雙方各自多數人民都接受統一才有可能，反之則不能談，並認為目前和平、民主條件尚未出現，應該繼續深化兩岸交流互動，創造條件。
2018年2月25日，馬英九在出席新同盟會春節團拜致詞時表示，中華民國憲法是「一個中國的憲法」，不排除統一這個選項，但沒有時間表。未來不管是哪一方海峽兩岸提出有關國家統一的方案，都必須採取和平的方式和遵守民主的程序。馬英九還說目前為止這些條件都還沒有成熟，不過我們的目標之一就是能促進國家的統一，兩岸一定要從和平、和解、合作開始才有前途。 3月13日，馬英九在東吳大學演講時回應中國大陸修憲，他認為大陸的政治體系有國家主席、總書記、軍事委員會主席，其中黨的總書記最重要，其次是軍隊；國家主席改成不受連任限制對實際權力運作沒有差別，黨才最重要，他並非贊成，只是要了解對方的體系，再進行觀察。11月7日，马英九在「馬習會三周年政策研討會」上提出「新三不」主張，亦即「不排斥統一、不支持台獨、不使用武力」。他还同时指出台灣與大陸的情況一直都在改變，因應方向不能一成不變。但因为发表的时间正值台湾九合一选举投票时间倒数前17天，所以随即引起争议。
2020年7月6日，馬英九被問到對中國大陸第十三屆全國人大常委會通過《港區國安法》看法時，僅表示「台灣國安五法不遑多讓」，引發爭議。
2023年4月2日，马英九率团前往中国大陆进行祭祖、交流的第七天，在位于湖南省长沙市岳麓山的国家超级计算长沙中心的会议室与学生做交流。马英九在最后结尾致词时说：“我们国家分了两个部分，一个是台湾地区，一个是大陆地区，都是我们中华民国，都是中国。”也称：“大陆1982年的宪法前言里，也有提到‘台湾是中国不可分割的一部分’，‘这是事实很清楚’。”
2024年1月8日，馬英九接受德國之聲訪問時稱兩岸關係必須相信習近平，「不認為他（習近平）在推動統一」。馬表示台灣無論如何都永遠無法抵禦與大陸的戰爭，也永遠無法獲勝，且「18次美中假想戰爭軍推，18次都是美國輸。」。被問到為什麼不要求北京保證永遠不會使用武力，馬表示「他們可能永遠不會接受這一點。」
2025年3月7日，馬英九出席「中山先生逝世一百周年紀念座談會」時談到兩岸未來發生戰爭的機會，他認為「並非不可能，但機會不大」，他又認為備戰有必要，但高昂軍費會對台灣造成沉重的負擔。
2025年6月26日，馬英九在「兩岸共同弘揚中華文化活動」上主張「兩岸要和平、民主統一」。

### 針對「一國兩制」
2021年3月12日，因香港政治形勢改變，中國大陸第十三屆全國人大常委會通過《中華人民共和國香港特別行政區維護國家安全法》並在香港實施，馬英九受訪時表示，中共已故領導人邓小平提出的「一國兩制」構想已經正式走入歷史，宣告死亡，他感到非常遺憾。
2022年10月，馬英九受訪時回應特斯拉創辦人埃隆·马斯克「建議將台灣變成一個比香港更寬鬆的特別行政區」主張時，說「他這個看法就是『一國兩制』嘛，這個我（們）沒辦法接受」。

### 釣魚台與南海立場
2012年8月5日，提出「東海和平倡議」。
呼籲相關各方：

一、應自我克制，不升高對立行動；

二、應擱置爭議，不放棄對話溝通；

三、應遵守國際法，以和平方式處理爭端；

四、應尋求共識，研訂「東海行為準則」；

五、應建立機制，合作開發東海資源。
2015年6月12日，提出「南海和平倡議」。
呼籲相關各方：

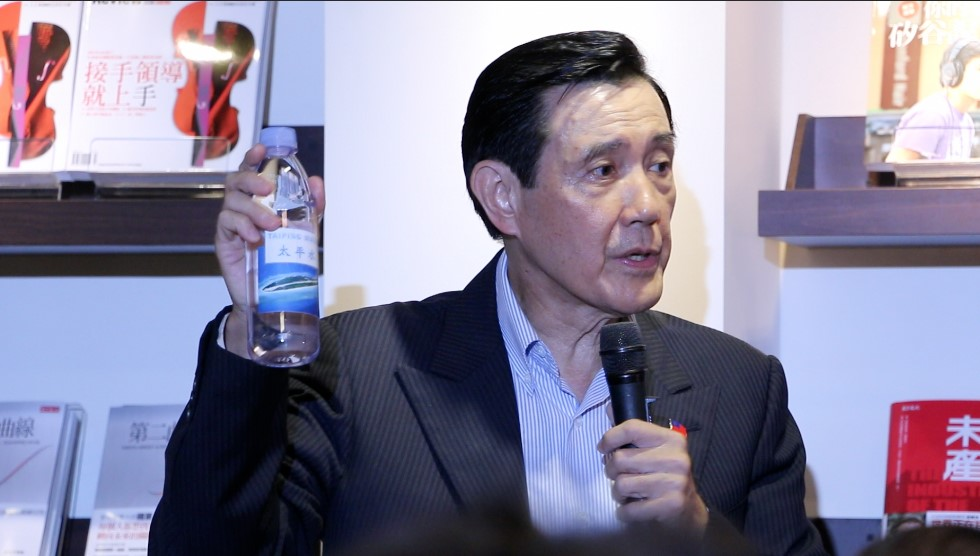
馬英九展示來自太平島的淡水

一、自我克制，維持南海區域和平穩定，避免採取任何升高緊張情勢的單邊措施。

二、尊重包括聯合國憲章及聯合國海洋法公約在內的相關國際法原則與精神，透過對話，以和平方式解決爭端，共同維護南海地區海、空域航行及飛越自由與安全。

三、確保區域內各當事方參與海洋合作機制，並遵守共同行為規範，以提升南海和平與繁榮。

四、擱置主權爭議，建立南海區域合作機制，以全面規劃及開發南海資源。

五、就南海環境保護、科學研究、打擊海上犯罪、人道援助與災害救援等非傳統安全議題方面，建立協調及合作機制。

### 國家認同
在國家認同上，馬英九曾說過：「台灣是我們的家園，也是我們的国家，正式國名是中華民國，通稱當然就是『台灣』。」 並舉例說明：「在國外人家問你從哪裡來，他會說：『I'm from Republic of China, commonly known as Taiwan』；或是『I'm from Taiwan officially known as Republic of China』，這是很常見的。」

## 公眾形象
2008年7月6日時任台中市長胡志強接受訪問表示馬英九是一個民族觀念非常強的人。
日本管理学家大前研一曾經稱讚馬英九是少數能對自己國家做出貢獻的亞洲領袖，並說：「我給你麻生，你給我馬英九。」。
馬英九從2008年上任總統至2014年1月，行政院研考會公布政見達成率達96.9%，但研考會副主委戴豪君也表示，此調查確實和民眾認知有落差。
對於馬英九提出的東海和平倡議，美國國務院亞太助理國務卿丹尼爾·R·羅素，在眾院外委會亞太小組聽證會時稱許，東海和平倡議以和平方式解決爭端，其理念與美國核心策略一致。
作家桑品載撰文指出「我相信，現在罵他的、不滿意他的，會漸漸肯定他，懷念他。」並引用中國大陸網友言論：「馬英九，傳統清流士人，他的不統、不獨、不武，飽受詬病，這也是馬英九政治智慧之最高表達。」表達讚許之意。
2015年9月1日，前總統馬英九邀請總統府記者聯誼會成員共進晚餐，其中，資深記者黃暐瀚也在臉書發文表示，「他真不是一個有心機的壞人」。
2016年1月16日，美國在台協會於該屆總統選舉後，感謝馬英九於總統任期內致力與美國發展堅實的夥伴關係，也讚賞他近年為改善兩岸關係所採取的具體措施。 10月19日，總統府前副秘書長羅智強於網路直播節目「范姜轉風向」中表示馬英九使命感很強，馬政府八年正派執政、兩岸和平的道路是正確的。

### 榮譽

#### 中華民國勳章獎章
- 一等功績獎章（行政院，2006年12月20日[378]）

#### 外國勳章獎章
- 國鳥勳章大頸飾（危地马拉，2008年10月8日于台北總統府頒發[379]）
- 所羅門之星勳章（所罗门群岛，2010年3月24日頒發[380]）
- 阿瑪鐸大項鍊勳章（巴拿马，2010年10月22日于台北總統府頒發[381][382]）
- 弗朗西斯科·莫拉桑金大十字勋章（洪都拉斯，2010年11月15日頒發[383]）
- 圣基茨和尼维斯勋章（聖克里斯多福及尼維斯，2011年3月10日于台北總統府頒發[384]）
- 国家功绩勋章弗朗西斯科·索拉诺·洛佩斯元帅颈饰（巴拉圭，2013年5月21日于台北總統府颁发[385]）
- 伊里萨里勋章大颈饰（危地马拉，2013年6月18日于台北總統府頒發[386]）
- 马耳他骑士团功绩勋章颈饰（英语：Order pro Merito Melitensi）（馬爾他騎士團，2015年11月5日于台北總統府頒發[387]）

#### 獎項
2012年馬英九提出東海和平倡議，2014年得到國際國民外交協會（People to People International，PTPI）董事會的推崇與認可，獲頒艾森豪國際和平獎章（Eisenhower Medallion），是繼1994年證嚴法師獲獎之後台灣第二人。
2015年10月28日，馬英九出席第13屆華人領袖遠見高峰會，獲頒遠見領袖和平貢獻獎，遠見·天下文化事業群創辦人高希均表示，遠見創刊29年以來，訪問報導歷任總統，馬總統因為在兩岸和平重大貢獻，成為第一位遠見領袖和平貢獻獎的總統得主。

## 個人生活

### 家族
|        |        |        |        |        |        |  |  |        |        |        |        | 馬立安 | 馬立安 | 馬立安 | 馬立安 | 馬立安 | 馬立安 |        |        | 馬向敦 | 馬向敦 | 馬向敦 | 馬向敦 | 馬向敦 | 馬向敦 |        |        |        |        |  |  |        |        |        |        |        |        |  |  |        |        |        |        |        |        |  |  |        |        |        |        |        |        |  |  |        |        |        |        |        |        |  |  |        |        |        |        |        |        |  |  |
|        |        |        |        |        |        |  |  |        |        |        |        | 馬立安 | 馬立安 | 馬立安 | 馬立安 | 馬立安 | 馬立安 |        |        | 馬向敦 | 馬向敦 | 馬向敦 | 馬向敦 | 馬向敦 | 馬向敦 |        |        |        |        |  |  |        |        |        |        |        |        |  |  |        |        |        |        |        |        |  |  |        |        |        |        |        |        |  |  |        |        |        |        |        |        |  |  |        |        |        |        |        |        |  |  |
|        |        |        |        |        |        |  |  |        |        |        |        |        |        |        |        |        |        |        |        |        |        |        |        |        |        |        |        |        |        |  |  |        |        |        |        |        |        |  |  |        |        |        |        |        |        |  |  |        |        |        |        |        |        |  |  |        |        |        |        |        |        |  |  |        |        |        |        |        |        |  |  |
|        |        |        |        |        |        |  |  |        |        |        |        |        |        |        |        | 馬鶴凌 | 馬鶴凌 | 馬鶴凌 | 馬鶴凌 | 馬鶴凌 | 馬鶴凌 |        |        | 秦厚修 | 秦厚修 | 秦厚修 | 秦厚修 | 秦厚修 | 秦厚修 |  |  |        |        |        |        |        |        |  |  |        |        |        |        |        |        |  |  | 周兆溎 | 周兆溎 | 周兆溎 | 周兆溎 | 周兆溎 | 周兆溎 |  |  | 喬鑫貞 | 喬鑫貞 | 喬鑫貞 | 喬鑫貞 | 喬鑫貞 | 喬鑫貞 |  |  |        |        |        |        |        |        |  |  |
|        |        |        |        |        |        |  |  |        |        |        |        |        |        |        |        | 馬鶴凌 | 馬鶴凌 | 馬鶴凌 | 馬鶴凌 | 馬鶴凌 | 馬鶴凌 |        |        | 秦厚修 | 秦厚修 | 秦厚修 | 秦厚修 | 秦厚修 | 秦厚修 |  |  |        |        |        |        |        |        |  |  |        |        |        |        |        |        |  |  | 周兆溎 | 周兆溎 | 周兆溎 | 周兆溎 | 周兆溎 | 周兆溎 |  |  | 喬鑫貞 | 喬鑫貞 | 喬鑫貞 | 喬鑫貞 | 喬鑫貞 | 喬鑫貞 |  |  |        |        |        |        |        |        |  |  |
|        |        |        |        |        |        |  |  |        |        |        |        |        |        |        |        |        |        |        |        |        |        |        |        |        |        |        |        |        |        |  |  |        |        |        |        |        |        |  |  |        |        |        |        |        |        |  |  |        |        |        |        |        |        |  |  |        |        |        |        |        |        |  |  |        |        |        |        |        |        |  |  |
|        |        |        |        |        |        |  |  |        |        |        |        |        |        |        |        |        |        |        |        |        |        |        |        |        |        |        |        |        |        |  |  |        |        |        |        |        |        |  |  |        |        |        |        |        |        |  |  |        |        |        |        |        |        |  |  |        |        |        |        |        |        |  |  |        |        |        |        |        |        |  |  |
| 馬以南 | 馬以南 | 馬以南 | 馬以南 | 馬以南 | 馬以南 |  |  | 馬乃西 | 馬乃西 | 馬乃西 | 馬乃西 | 馬乃西 | 馬乃西 |        |        | 馬冰如 | 馬冰如 | 馬冰如 | 馬冰如 | 馬冰如 | 馬冰如 |        |        | 馬莉君 | 馬莉君 | 馬莉君 | 馬莉君 | 馬莉君 | 馬莉君 |  |  | 馬英九 | 馬英九 | 馬英九 | 馬英九 | 馬英九 | 馬英九 |  |  | 周美青 | 周美青 | 周美青 | 周美青 | 周美青 | 周美青 |  |  | 周美琪 | 周美琪 | 周美琪 | 周美琪 | 周美琪 | 周美琪 |  |  | 周偉奇 | 周偉奇 | 周偉奇 | 周偉奇 | 周偉奇 | 周偉奇 |  |  | 周偉雄 | 周偉雄 | 周偉雄 | 周偉雄 | 周偉雄 | 周偉雄 |  |  |
| 馬以南 | 馬以南 | 馬以南 | 馬以南 | 馬以南 | 馬以南 |  |  | 馬乃西 | 馬乃西 | 馬乃西 | 馬乃西 | 馬乃西 | 馬乃西 |        |        | 馬冰如 | 馬冰如 | 馬冰如 | 馬冰如 | 馬冰如 | 馬冰如 |        |        | 馬莉君 | 馬莉君 | 馬莉君 | 馬莉君 | 馬莉君 | 馬莉君 |  |  | 馬英九 | 馬英九 | 馬英九 | 馬英九 | 馬英九 | 馬英九 |  |  | 周美青 | 周美青 | 周美青 | 周美青 | 周美青 | 周美青 |  |  | 周美琪 | 周美琪 | 周美琪 | 周美琪 | 周美琪 | 周美琪 |  |  | 周偉奇 | 周偉奇 | 周偉奇 | 周偉奇 | 周偉奇 | 周偉奇 |  |  | 周偉雄 | 周偉雄 | 周偉雄 | 周偉雄 | 周偉雄 | 周偉雄 |  |  |
|        |        |        |        |        |        |  |  |        |        |        |        |        |        |        |        |        |        |        |        |        |        |        |        |        |        |        |        |        |        |  |  |        |        |        |        |        |        |  |  |        |        |        |        |        |        |  |  |        |        |        |        |        |        |  |  |        |        |        |        |        |        |  |  |        |        |        |        |        |        |  |  |
|        |        |        |        |        |        |  |  |        |        |        |        |        |        |        |        |        |        |        |        |        |        |        |        |        |        |        |        |        |        |  |  |        |        |        |        |        |        |  |  |        |        |        |        |        |        |  |  |        |        |        |        |        |        |  |  |        |        |        |        |        |        |  |  |        |        |        |        |        |        |  |  |
|        |        |        |        |        |        |  |  |        |        |        |        |        |        |        |        |        |        |        |        |        |        |        |        | 蔡沛然 | 蔡沛然 | 蔡沛然 | 蔡沛然 | 蔡沛然 | 蔡沛然 |  |  | 馬唯中 | 馬唯中 | 馬唯中 | 馬唯中 | 馬唯中 | 馬唯中 |  |  | 馬元中 | 馬元中 | 馬元中 | 馬元中 | 馬元中 | 馬元中 |  |  |        |        |        |        |        |        |  |  |        |        |        |        |        |        |  |  |        |        |        |        |        |        |  |  |
|        |        |        |        |        |        |  |  |        |        |        |        |        |        |        |        |        |        |        |        |        |        |        |        | 蔡沛然 | 蔡沛然 | 蔡沛然 | 蔡沛然 | 蔡沛然 | 蔡沛然 |  |  | 馬唯中 | 馬唯中 | 馬唯中 | 馬唯中 | 馬唯中 | 馬唯中 |  |  | 馬元中 | 馬元中 | 馬元中 | 馬元中 | 馬元中 | 馬元中 |  |  |        |        |        |        |        |        |  |  |        |        |        |        |        |        |  |  |        |        |        |        |        |        |  |  |

馬英九兒時曾隨家中長輩一同在天主教堂受洗，但上初中之後便很少去教堂，現無特定宗教信仰。
1994年以後，馬英九視苗栗縣通霄鎮馬家庄為第二故鄉，每年農曆正月初二皆固定前往馬氏宗祠「扶風堂」祭祖，僅2018年例外。
1999年，時任臺北市市長的馬英九於一場由臺北市政府及行政院農業委員會所合辦的流浪犬認養活動「真情相約、攜手防疫」中，認養一隻混種流浪犬並取名馬小九。在經過健康檢查、驅蟲及認養程序後，馬小九與馬英九家人一同居住於官邸，其生活大多由妻子周美青照料。馬英九以「首長特支費」支付牠的健檢及醫療費，因而引爆特別費案。
愛吃紅豆餅，2008年一場晚宴上曾因大口咬紅豆餅而被周美青瞪。 馬英九常吃便當，曾有一年吃掉700多個便當的紀錄。
長期累積捐血次數，多達198次（至2019年1月8日），4萬多毫升，是中華民國所有政治人物中捐血捐最多次的。
聲稱2001年曾游泳橫渡淡水、八里，距離不到1公里，只要20多分鐘。
2014年3月14日，接見外賓、提到台紐經濟合作協定時將鹿茸說成是鹿耳朵裡面的毛，因此被戲稱「馬卡茸」。
2016年，宝可梦系列推出新的實境遊戲《Pokémon GO》。有網友借此在PTT板上傳一張瑪瑙水母出現在總統府前的圖，借此諷刺馬英九與水母的共通性就是「無腦、很軟、手有毒」，馬英九對此蔑稱於卸任前拍攝影片回應表示：「寶寶不是馬腦水母，可是寶寶不說」。此外，由於從就任前開始，與馬英九握過手的知名人士若發生意外，會不時被人開玩笑附會曾和馬英九握手有關，所以被網友號稱「死亡之握」，他也因此在影片中幽了自己一默。
語言能力方面，馬英九本人略懂粤语，並且精通湖南話。
2024年9月15日，馬英九以2小時53分的成績，第11次參加台灣南投縣日月潭萬人泳渡，並表示會繼續游到不能游為止，但由於明年7月他將年滿75歲，超過日月潭萬人泳渡的年齡上限，無法參加保險，台灣媒體普遍認為，這將是他最後一次參與這項盛事。

## 選舉紀錄
| 年度 | 選舉屆數                 | 選舉區                   | 所屬政黨   | 得票數    | 得票率 | 當選標記 | 備註 |
| ---- | ------------------------ | ------------------------ | ---------- | --------- | ------ | -------- | ---- |
| 1991 | 第二屆國民大會代表選舉   | 全國不分區選舉區         | 中國國民黨 | 6,053,366 | 69.1%  |          |      |
| 1998 | 第二屆臺北市市長選舉     | 臺北市                   | 中國國民黨 | 766,377   | 51.13% | [ 411 ]  |      |
| 2002 | 第三屆臺北市市長選舉     | 臺北市                   | 中國國民黨 | 873,102   | 64.11% | [ 412 ]  |      |
| 2008 | 第十二任總統、副總統選舉 | 第十二任總統、副總統選舉 | 中國國民黨 | 7,659,014 | 58.45% | [ 9 ]    |      |
| 2012 | 第十三任總統、副總統選舉 | 第十三任總統、副總統選舉 | 中國國民黨 | 6,891,139 | 51.60% | [ 413 ]  |      |

## 主要著作
- Trouble over oily waters: legal problems of seabed boundaries and foreign investments in the East China Sea. 怒海油爭：東海海床劃界及外人投資之法律問題（作者自定中文書名, from 1986, v.) Ying-jeou Ma, Thesis (S.J.D.）, Harvard Law School, December 1980. 哈佛法学院
- Legal Problems of Seabed Boundary Delimitation in the East China Sea,东海海底划界的法律问题 Ying-jeou Ma, with a Foreward by Professor Louis B. Sohn. Baltimore: Occasional Papers/Reprints Series in Contemporary Asian Studies Inc., 1984. (Maryland Series in Contemporary Asian Studies: Vol. 1984: No. 3, Article 1. 巴尔的摩：当代亚洲研究公司（页面存档备份，存于） This title was also published as no. 4 in the Maryland Studies in East Asian Law and Politics Series.)
- Terrorism and the Taiwan Independence Movement: A Preliminary Study. Taipei: Institute on Contemporary China, 1985.[註 6]恐怖主义与台独运动：初步研究。 台北：当代中国研究所
- 《從新海洋法論釣魚台列嶼與東海劃界問題》，台北市：正中書局，1986年。
- 《釣魚台列嶼主權爭議回顧與展望》，台北市：中華民國反共愛國聯盟，1991年。
- 《兩岸關係的回顧與前瞻》，台北市：行政院大陸委員會，1992年。
- 《法務部新加坡考察報告》，台北市：行政院法務部，1995年。
- 《考察泰國、馬來西亞反毒、肅貪、獄政工作報告》，台北市：行政院法務部，1996年。
- 《原鄉精神－台灣的典範故事》，天下文化出版社，2007年。ISBN 978-986-417-953-4
- 《治國：台灣贏的新策略》，商周出版，2007年。ISBN 978-986-124-981-0
- 《沉默的魄力》，天下文化出版社，2008年。ISBN 978-986-216-073-2
- 《八年执政回忆录》，天下文化出版社，2018年。ISBN 9789864796038